# Fort de Breendonk
Le Fort de Breendonk (en néerlandais : Fort van Breendonk, et parfois écrit Fort de Breendonck en français), était une fortification militaire située à Willebroek, dans la province d'Anvers en Belgique.
Construit début du XXe siècle comme un élément du système défensif de la ville d'Anvers (en néerlandais : Antwerpen), le Fort de Breendonk était initialement conçu pour servir de point stratégique dans la défense nationale belge.
Cependant, le Fort de Breendonk fut rapidement dépassé technologiquement à l’aube de la Première Guerre mondiale, et capitula en 1914 face à l’artillerie lourde des Deutsches Heer (en français : Les Armées allemandes) et aux nombreux blessés de la garnison.
Durant la Seconde Guerre mondiale, de septembre 1940 à septembre 1944, le fort fut réquisitionné par les forces d'occupation nazies et transformé en camp de détention et de transit, et placé sous l'autorité de la Schutzstaffel.
Environ 3 600 prisonniers y furent détenus dans des conditions particulièrement inhumaines — principalement des résistants belges, des opposants politiques et des Juifs — parmi lesquels près d'un tiers ne survécurent pas aux sévices qui leur étaient infligés ou furent déportés vers les camps de concentration et centres de mise à mort. Le Fort de Breendonk devint un lieu connu pour sa salle de torture, ses cellules d'isolement et les exécutions sommaires qui s'y déroulaient.
À l'issue de la libération du territoire belge par les forces alliées, le Fort de Breendonk connut une reconversion en lieu d'incarcération pour individus présumés collaborationnistes et, à la cessation de cette fonction de prison pour inciviques, le complexe  fut maintenu dans sa configuration d'origine et officiellement institué en tant que lieu de mémoire nationale en 1947.
Il est aujourd’hui l'un des sites mémoriels d'Europe relatifs à la persécution et répression nazie, et offre un témoignage des conditions de détention durant l’Occupation.

## Évolution des défenses d'Anvers

### Contexte géopolitique
« Dans le cadre de la « neutralité perpétuelle » imposée à la Belgique par l'Autriche, la Russie, la Prusse, la France et la Grande-Bretagne par le traité de Londres en 1839 (note : traité des XXIV articles), ce n'est qu'en 1909 que la Belgique introduit le principe d'une armée nationale ; auparavant, la nation avait misé sur les fortifications. »

— Winston Ramsey, 
La position fortifiée d'Anvers (en néerlandais : Stelling van Antwerpen) s'inscrit dans un contexte géopolitique tendu de la fin du XIXe siècle. Après son indépendance en 1831, la Belgique doit faire face aux menaces de ses voisins (Pays-Bas, France, Prusse, Royaume-Uni).
Sa neutralité, garantie par le traité des XXIV articles en avril 1839, s'avère insuffisante dans un climat d'expansion militaire européenne.
Le 7 septembre 1859, le gouvernement belge désigne Anvers comme « réduit national » — un ultime bastion défensif où l'armée peut se replier et attendre des secours extérieurs. Ce choix de stratégie s'explique par la proximité de la mer du Nord permettant des communications avec les Britanniques, l'importance économique du port, et la possibilité d'inonder les plaines environnantes pour freiner une avancée ennemie.

### Les phases d’évolutions
La défense d'Anvers se développe en trois phases distinctes : une première enceinte (construite de 1859 à 1864) composée de huit forts de 2 à 4 km du centre-ville, une seconde enceinte (construite entre 1878 et 1914) avec 11 forts principaux et 12 redoutes intermédiaires à 15 à 20 km de la ville, et une troisième phase (après 1900) étendant le système défensif vers l'est et le nord-est.

#### La construction du fort
Conçu par le général Henri-Alexis Brialmont, le Fort de Breendonk voit sa construction débuter en 1906 pour s'achever en 1913, à la veille de la Première Guerre mondiale. Son coût de 2 millions de francs-or témoigne de son importance dans la seconde ceinture défensive.
Cette fortification présente une structure trapézoïdale en béton armé de 5 hectares, avec des murs atteignant 3,5 mètres d'épaisseur, entourée d'un fossé défensif de 10 mètres de large. Le fort comprend des casemates d'artillerie protégées par des coupoles blindées pivotantes, des quartiers pour 500 hommes et un système autonome d'approvisionnement.
Plusieurs difficultés marquent toutefois sa construction : terrain marécageux nécessitant d'importants travaux de fondation, évolution rapide de l'artillerie rendant certains aspects obsolètes avant même l'achèvement, et contraintes budgétaires limitant certaines spécifications initiales.

## Première Guerre mondiale

### Contexte général
« Avant le déclenchement officiel de la Première Guerre mondiale, les différentes nations belligérantes avaient déjà préparé leurs plans d’action.
Celui de l’Allemagne, surnommé le « plan Schlieffen », prévoit de concentrer la majorité des troupes à l’ouest et de passer par la Belgique, pourtant neutre, afin de déborder l’armée française.
La France, quant à elle, envisage un plan résolument offensif, « le plan XVII », dans le but de ne pas perdre l’initiative. Ce plan prend en compte la possibilité d’une violation de la neutralité belge et organise la concentration de l’armée aux frontières franco-belge et franco-allemande […] »

— Simon Cools, Belgium Battlefield of Europe, « La Bataille des Frontières (sur le sol belge) (1914) » 

Cartographie du plan qui comprend les fortifications belges, notamment la position fortifiée d'Anvers à laquelle appartient le Fort de Breendonk.

À la veille du conflit mondial, la Belgique se trouve dans une position précaire ; la neutralité, garantie par le traité de Londres, est mise à l'épreuve par les ambitions allemandes du plan Schlieffen qui prévoit de contourner les défenses françaises en traversant rapidement le territoire belge.
Dans ce contexte, la position fortifiée d'Anvers représente un des cœurs du système défensif belge, avec ses deux ceintures de fortifications dont le Fort de Breendonk constitue un élément crucial.
Bien qu'achevé un an avant la guerre, le fort est déjà partiellement obsolète face aux développements de l'artillerie lourde, notamment l’artillerie allemande. Le Fort de Breendonk peut résister à des obus de 210 mm, mais il doit faire face aux pièces d'artillerie allemandes de calibres largement supérieurs (tels des obusiers de 305 mm) et de 420 mm (dits les « Grosse Bertha ») capables de percer des structures en béton extrêmement épaisses.

### L’invasion allemande
« Aucun, intérêt stratégique ne justifie la violation du droit. Le Gouvernement belge, en acceptant les propositions qui lui sont notifiées (note : par le gouvernement allemand), sacrifierait l'honneur de la nation, en même temps qu'il trahirait ses devoirs vis-à-vis de l'Europe. 
Conscient du rôle que la Belgique joue depuis plus de quatre-vingts ans dans la civilisation du monde, Il (note : le roi) se refuse à croire que l'indépendance de la Belgique ne puisse être conservée qu'au prix de la violation de sa neutralité. 
Si cet espoir était déçu, le gouvernement belge est fermement décidé à repousser, par tous les moyens en son pouvoir, toute atteinte à son droit. »

— Albert Ier, 
Le 4 août 1914, les Deutsches Heer envahissent la Belgique après le refus du Albert Ier d'accorder le passage. L'armée belge, avec 117 000 hommes, oppose une résistance inattendue perturbant le calendrier allemand. Après la chute de Liège puis de Namur, les forces belges se replient sur Anvers, conformément à la stratégie du « réduit national ».
Fin septembre 1914, les forces du général von Beseler entament le siège d'Anvers, dirigeant l'offensive principale contre le secteur sud de la ceinture fortifiée. D'abord épargné, le Fort de Breendonk devient dès le 1er octobre 1914 la cible de l'artillerie allemande et la garnison de 500 hommes du fort se prépare à une résistance acharnée.
Le 2 octobre 1914, les premiers obus de 305 mm et 420 mm s'abattent sur le fort. Malgré l'épaisseur de ses murs, la structure se fissure sous l'impact dévastateur. Les coupoles d'artillerie, particulièrement ciblées, sont progressivement neutralisées. Certains projectiles parviennent à pénétrer jusqu'à 3 mètres de béton armé.
Le 9 octobre 1914, face à l'impossibilité de maintenir une défense efficace, la garnison est obligée de capituler. Cette chute s'inscrit dans l'effondrement général de la ligne défensive sud d'Anvers. Le gouvernement belge et une grande partie de l'armée évacuent la ville vers la côte, tandis que le roi Albert Ier établit une dernière ligne de défense le long de l'Yser.
Les forces allemandes occupent alors le Fort de Breendonk, et utilisent celui-ci comme dépôt de munitions et point d'appui pour le reste du conflit. La garnison est faite prisonnière et envoyée en Allemagne.

L'invastion allemande (1914)
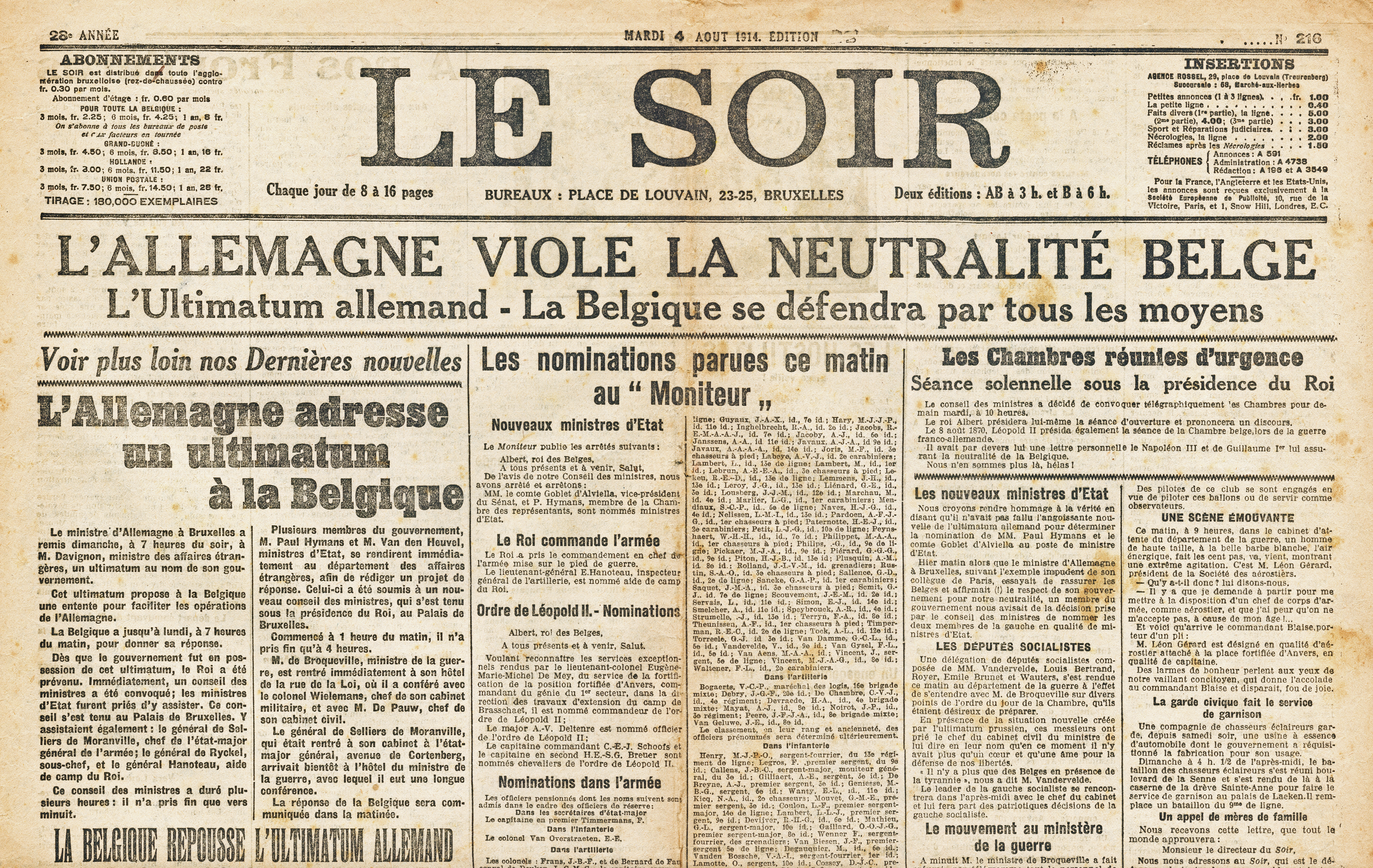
Le Soir titre : L'Allemagne viole la neutralité de la Belgique (1914).
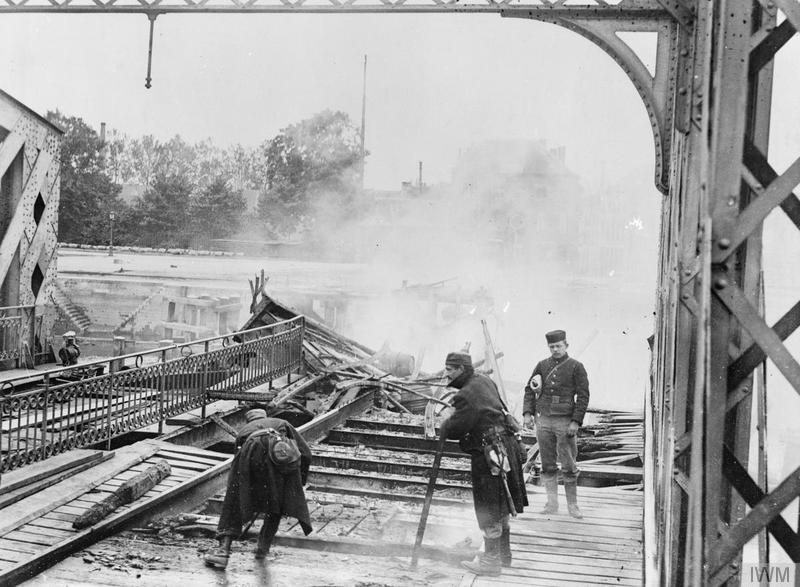
Pionniers de l'armée belge détruisant un pont ferroviaire à Termonde pour avant la retraite vers Anvers, le 18 septembre 1914.
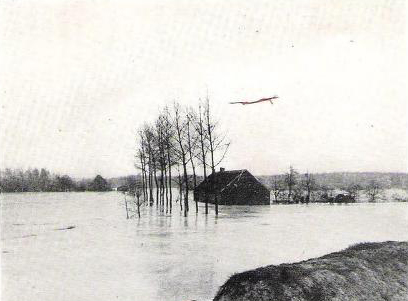
Inondations artificielles créées pour empêcher l'avancée allemande.
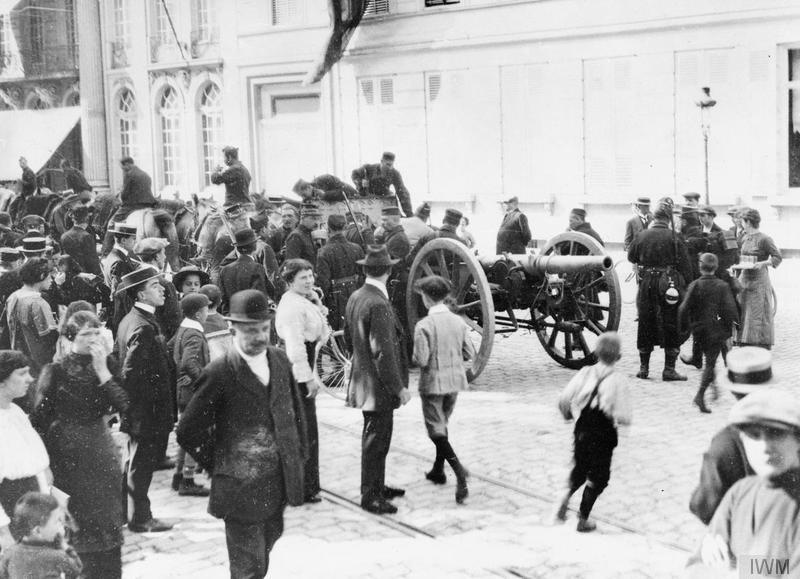
Soldats belges et artillerie sur la place d'armes de Gand, après la retraite de Termonde, le 9 septembre 1914. Des civils regardent.
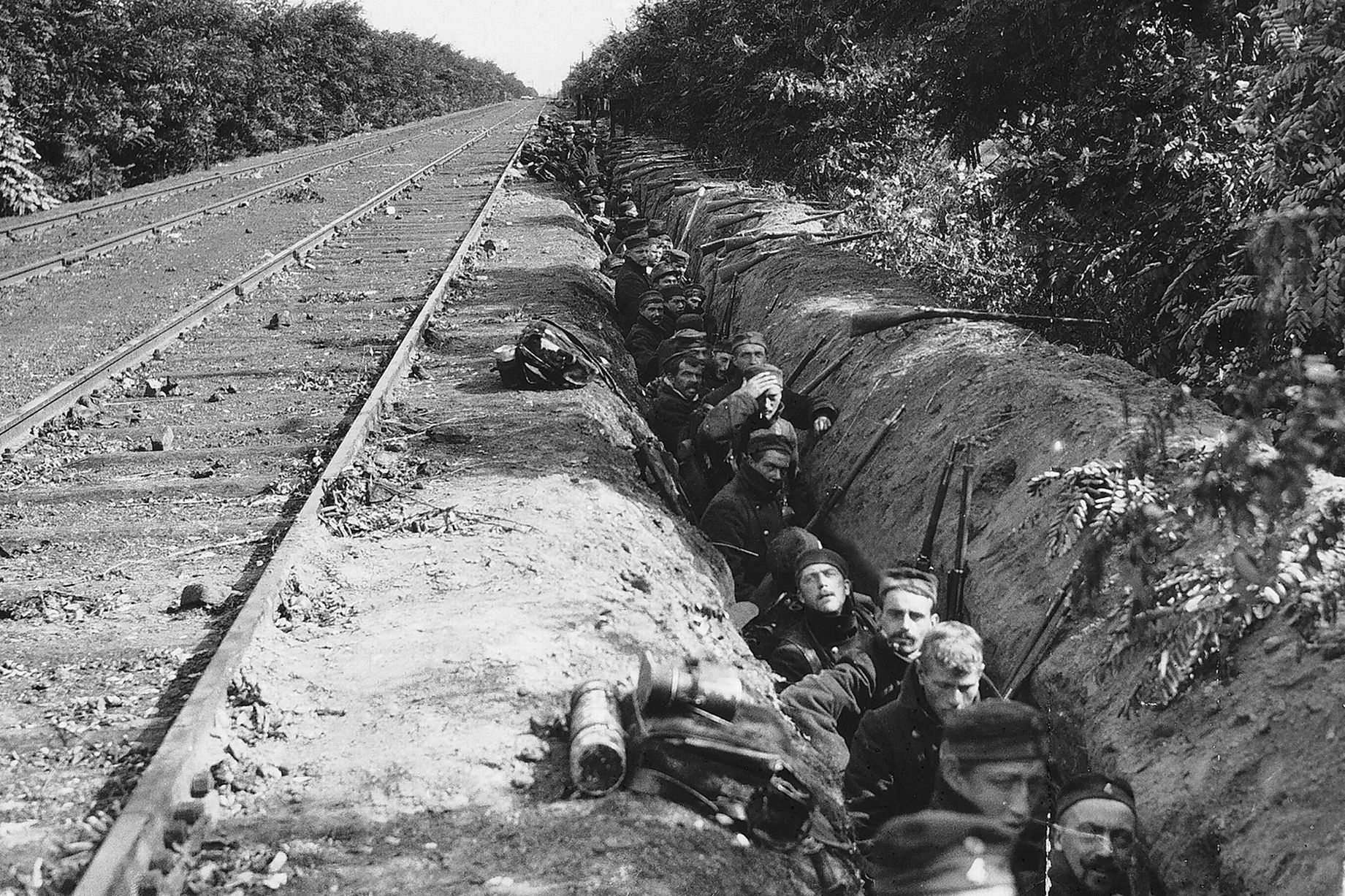
Troupes belges durant la bataille de Hofstade, l'une des routes vers Anvers (1914).
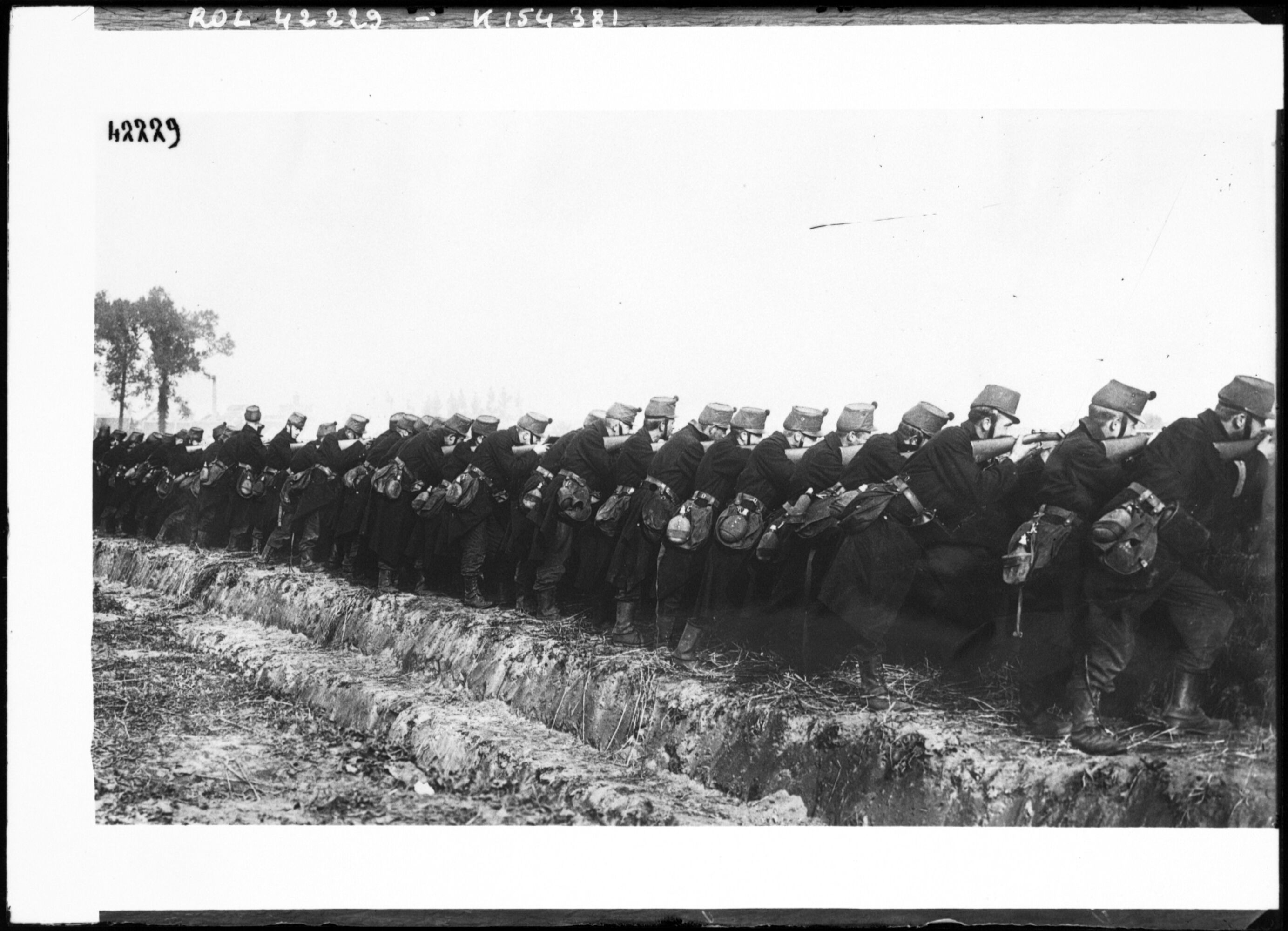
Infanterie belge dans les tranchées (Malines, 1914).
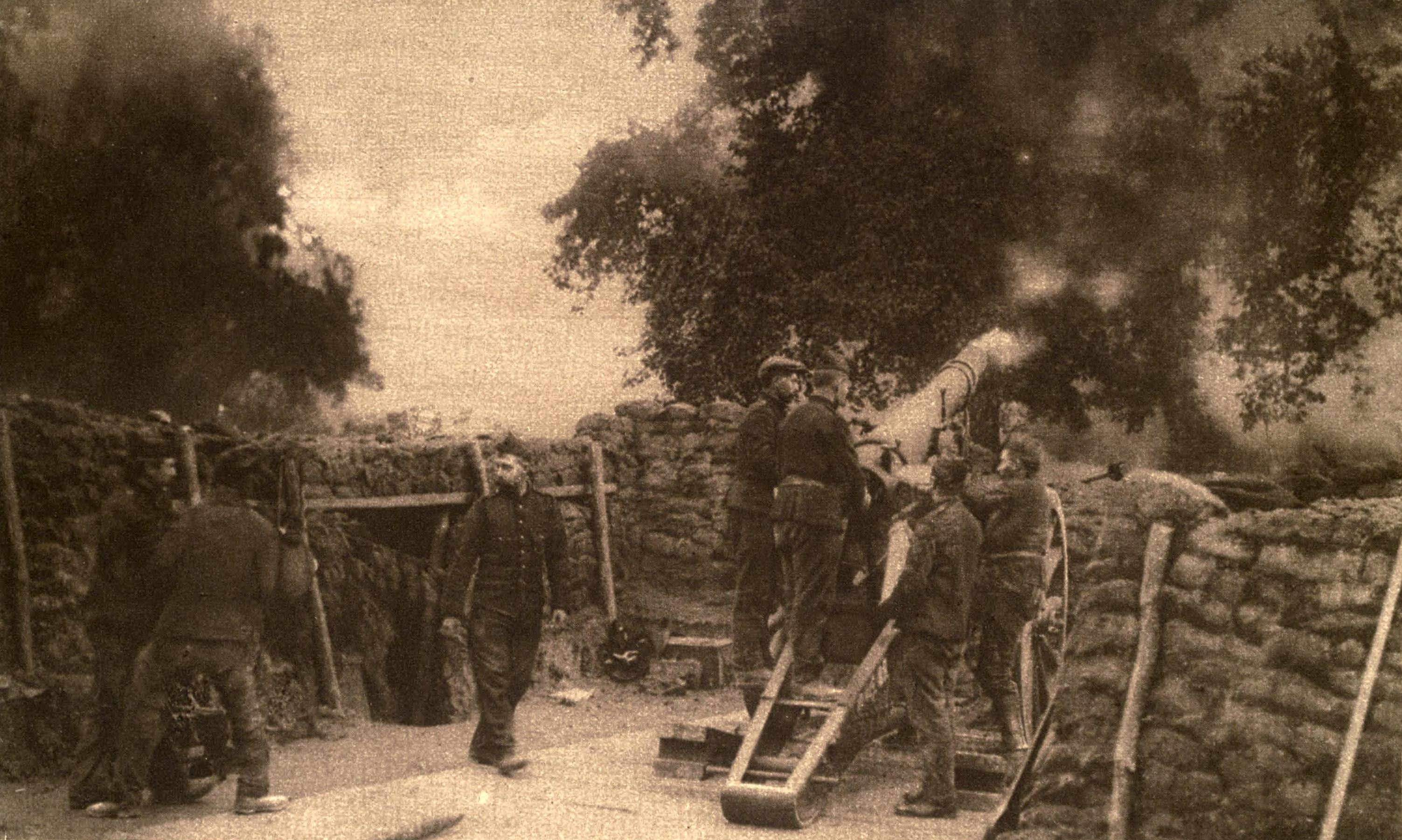
Canon de la défense d'Anvers en action (1914).
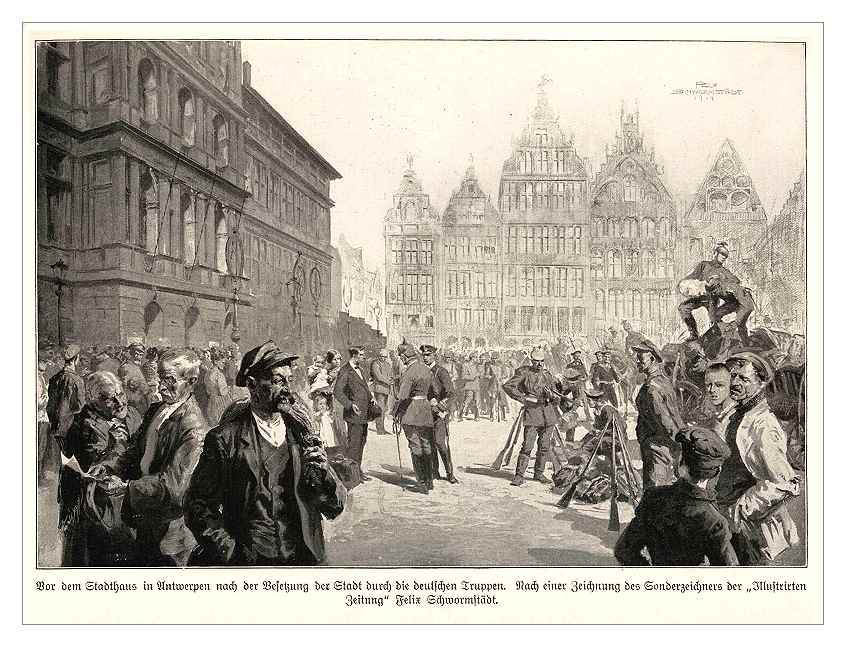
La Place d'Anvers (en néerlandais : Antwerpseplaats) pendant l'occupation allemande.

## Inter bellum

### Évolution de la doctrine défensive belge
Dès la fin de la Première Guerre mondiale, la Belgique réévalue sa stratégie défensive, marquée par l'expérience de sa neutralité violée en 1914. Le Fort de Breendonk, à l'instar d'autres fortifications similaires (tels les forts de Schoten, Brasschaat…), révèle des faiblesses importantes face à l'artillerie lourde moderne,.
Cette avancée technologique provoque un changement progressif dans la doctrine militaire nationale. Ainsi, post Première Guerre mondiale, le Fort de Breendonk réintègre le dispositif militaire belge et est reconverti en caserne.

### Modernisation et adaptations

#### Évolutions technologiques pendant lesAnnées folles
Au cours des années 1920 à 1930, de nombreuses rénovations sont engagées. Ainsi de nouvelles installations sont présentes, de nombreux travaux de consolidation structurelle sont entrepris, une mise à niveau des systèmes de communications ainsi que des équipements de surveillance modernes sont installés.

#### Situation géopolitique des années 1930
« Seule une neutralité volontaire, appuyée par un appareil militaire aussi puissant que possible, peut maintenir la Belgique à l'écart du conflit. »

— Léopold III (1936) (cité par Lucien Marchal)
Au début des années 1930, face à la montée des tensions en Europe et particulièrement avec la remilitarisation de la République de Weimar, la Belgique a commencé à développer une nouvelle stratégie défensive.
La situation géopolitique est marquée par la montée des nationalismes et des réarmements, notamment dans la fin de la République de Weimar, ce qui incite la Belgique à renforcer ses capacités de défense.

#### Grand quartier général
Cette stratégie se matérialise par la construction de la ligne KW (Koningshooikt — Wavre) (en néerlandais : KW-linie), une nouvelle ligne de défense moderne qui répond mieux aux exigences de la guerre contemporaine.
Cette nouvelle priorité ne relègue pas les forts existants, comme le Fort de Breendonk, à un rôle secondaire dans le dispositif global, et les lignes de défenses d'Anvers sont opérationnelles, et au fur et à mesures, modernisées, mais destinées à d'autres fonctions. Le Fort de Breendonk, modernisé, sert pour un usage logistique et de Grand Quartier général (GQG) en cas d’invasion.

## Seconde Guerre mondiale

### La Campagne des18 jours
Le 10 mai 1940, l'histoire se répète pour la Belgique lorsque les forces allemandes franchissent sa frontière, violant sa neutralité pour la seconde fois en moins de trois décennies.
Les parallèles avec l'invasion de 1914 lors de la Première Guerre mondiale sont impressionnants et il est constaté que le même mépris des traités internationaux, la même stratégie qui consiste à contourner les défenses belgo-françaises en passant par le territoire belge sont utilisées (en lançant le plan Jaune).
Cependant, le début de guerre en 1940 se distingue par la vitesse foudroyante de l'offensive et l'utilisation massive de forces mécanisées et aériennes, incarnant le concept de la Blitzkrieg développé par l'Oberkommando der Wehrmacht (OKW).

#### L'effondrement des lignes de défense
L'armée belge a établi plusieurs lignes de défense échelonnées en profondeur sur son territoire pré Seconde Guerre mondiale.
La première ligne, constituée par les fortifications de Liège et le canal Albert, est rapidement compromise. Un coup audacieux des Allemands permet la prise de plusieurs ponts sur le canal Albert et du fort d'Eben-Emael, pourtant considéré comme imprenable, par des troupes aéroportées utilisant des charges creuses, une innovation tactique qui prend complètement au dépourvu les défenseurs. Cette percée permet aux blindés allemands de s'engouffrer dans la brèche et de contourner les positions belges.
Les fortifications de Namur, bien que tenant plus longtemps, sont également débordées par l'avancée rapide des divisions allemandes qui progressent à travers les Ardennes belges, région que le haut commandement allié considérait à tort comme impraticable pour des forces blindées importantes. Cette erreur d'appréciation stratégique s'avère fatale même si les troupes belges résistent de manière héroïque.
La ligne KW, sur laquelle la Belgique fonde des espoirs défensifs depuis les années 1930, est atteinte par les forces allemandes quelques jours après, et, malgré une forte résistance des troupes belges qui infligent des pertes significatives à l'ennemi, la supériorité aérienne allemande ainsi que la puissance de feu des divisions blindées finissent par avoir raison de cette ligne défensive conçue selon les principes d’une guerre moderne.
La percée allemande à Sedan face aux forces françaises compromet le dispositif allié dans son ensemble et contraint les défenseurs à se replier pour éviter l'encerclement (cette retraite inclut les lignes de défense belge et les différentes forces alliées en présence).

#### L'abandon du réduit national
Face à l'avancée des forces allemandes, le GQG, établi au Fort de Breendonk, prend la décision d'abandonner le « réduit national », dernier bastion défensif du territoire. Cette décision est motivée par plusieurs facteurs : l'isolement progressif de l'armée belge par rapport aux forces alliées qui se replient vers Dunkerque, la menace d'encerclement complet, et surtout la situation humanitaire catastrophique des populations civiles prises dans la tourmente des combats et des bombardements,.

#### La capitulation
« Conformément à la Constitution, le roi des Belges exerçait, outre son rôle représentatif, […], celui de commandant en chef des forces armées. Au moment où, le 28 mai 1940, celles-ci avaient atteint, […], la limite de leur résistance, c'est en cette qualité de commandant en chef que le roi Léopold III déposa les armes et fut fait prisonnier de guerre, […] »

— Jean Bloch
Le roi Léopold III, en tant que commandant en chef des forces armées, refuse de quitter le territoire et reste avec ses troupes. Face à une situation militaire devenue intenable, après 18 jours de combats où l'armée belge a subi de lourdes pertes, le souverain prend la décision de capituler le 28 mai 1940. Cette reddition, militairement inévitable, crée une fracture politique entre le roi qui reste en Belgique et le gouvernement belge qui choisit de continuer la lutte et forme le gouvernement Pierlot IV de Londres, en exil.

L'invasion allemande (1940)
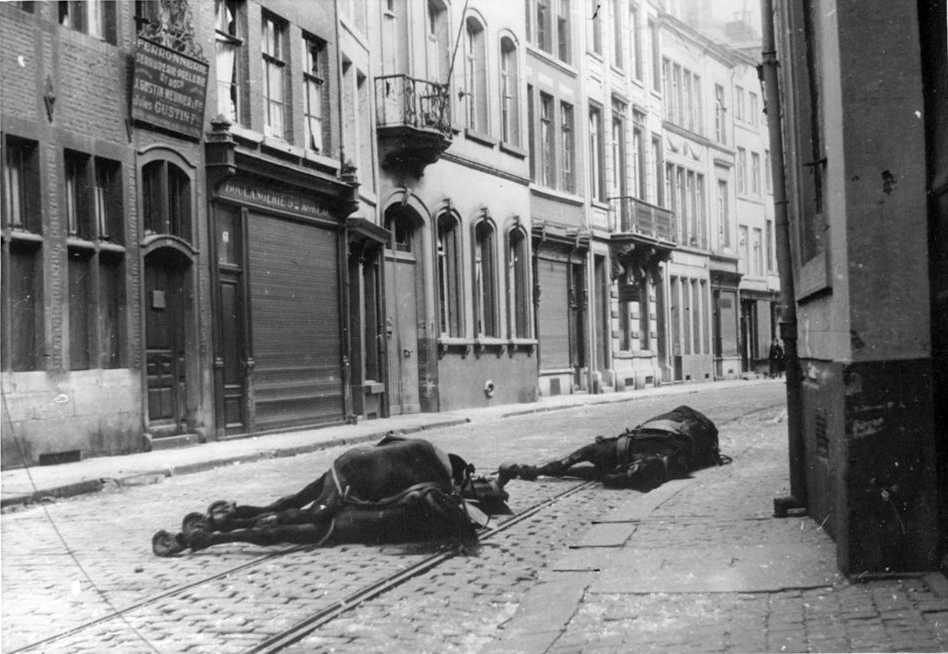
Dans la rue d'une ville de Belgique, des chevaux morts suite à bombardement aérien.
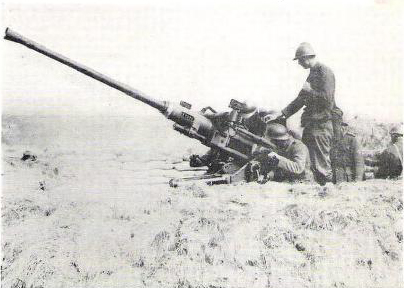
Canon anti-aérien de l'armée belge (1940).
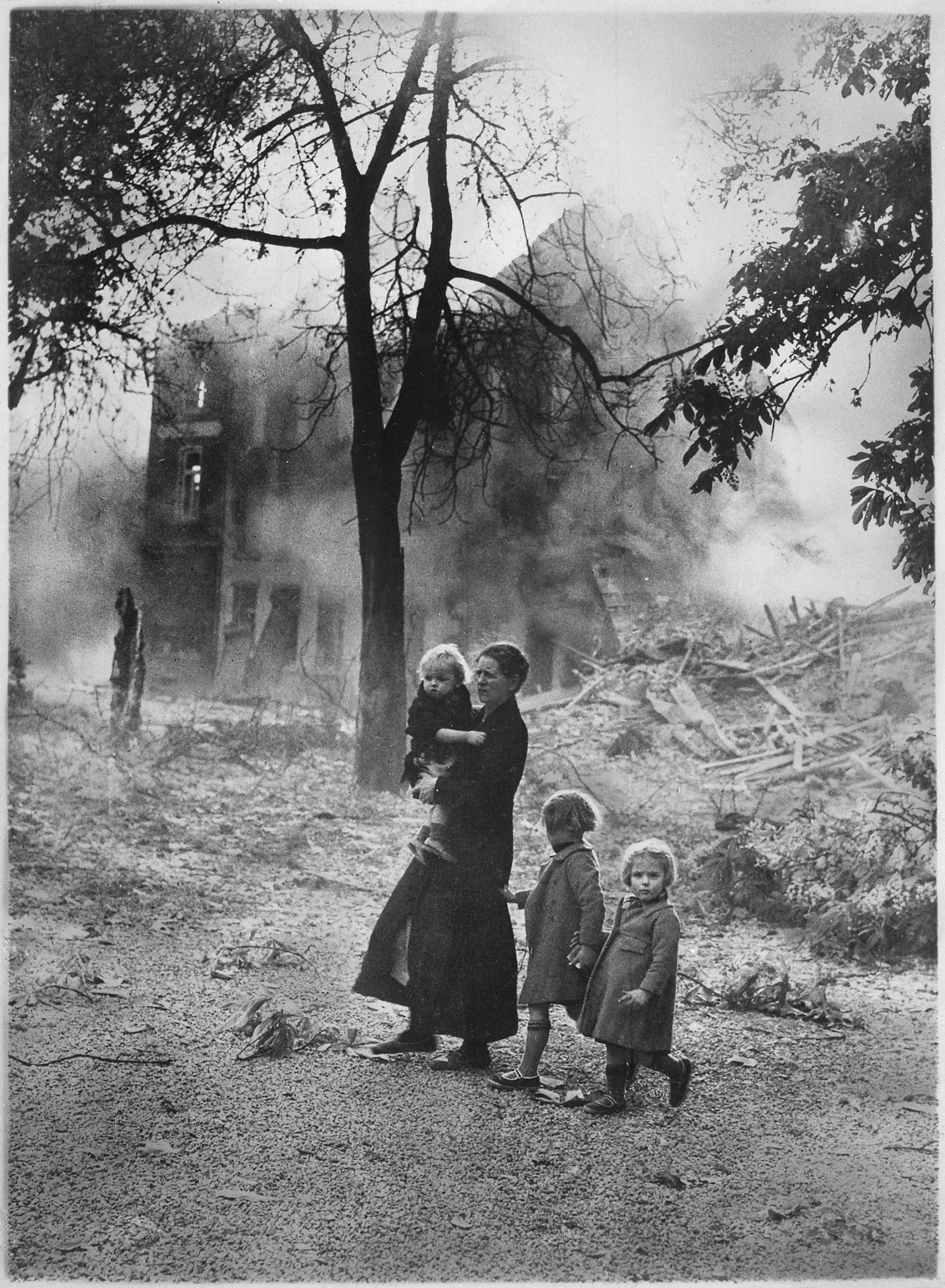
Réfugiés belges (1940).
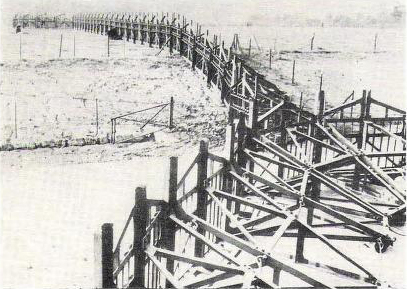
Barrière anti-tank (anti-char) (Belgique, 1940).
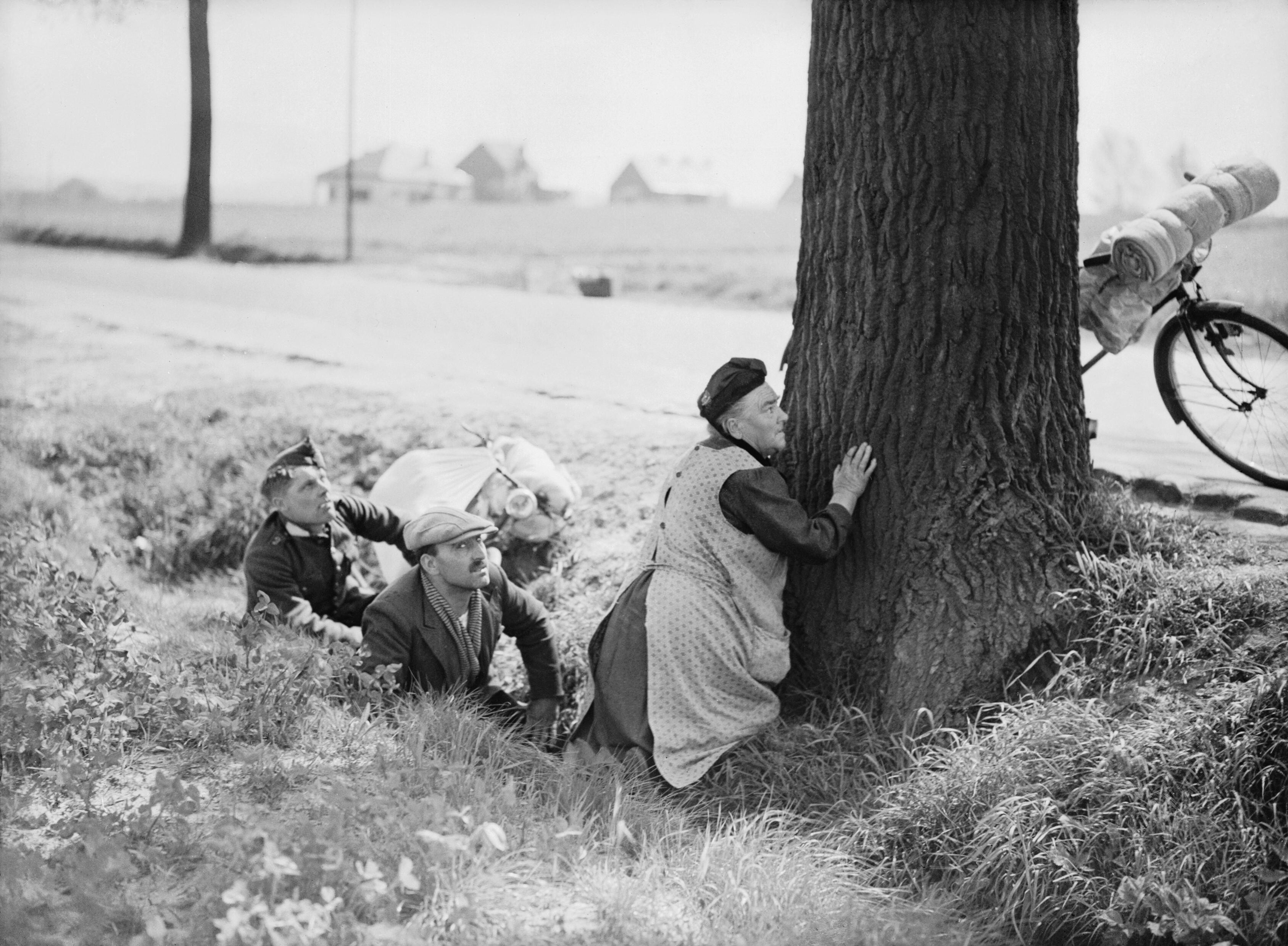
Un réfugié belge s'abrite derrière un arbre lors d'un raid aérien allemand (1940).

## Occupation nazie de Breendonk

### De caserne...
Après la capitulation de l'armée belge, le Fort de Breendonk est investi par des unités de la Wehrmacht. Durant les premiers mois de l'Occupation, le fort sert principalement de point de ralliement pour les troupes allemandes avant leur redéploiement vers d'autres zones ou de plateforme logistique transitoire pour les contingents en mouvement. Cette fonction s'étend également aux soldats faits prisonniers de guerre pendant la campagne de Belgique avant leur transfert dans le Reich.
En raison de son architecture fortifiée et de ses vastes espaces souterrains, le Fort de Breendonk est par ailleurs réquisitionné pour en faire un arsenal militaire et un entrepôt logistique (comprenant des munitions, du matériel de transport et diverses fournitures des forces d'occupation).
En parallèle, une évaluation et un inventaire s'effectuent ; ces procédures visent à déterminer le potentiel d'exploitation du fort pour répondre aux exigences de l'armée allemande, tant dans sa dimension militaire que dans sa fonction logistique.

### ... à camp de détention et de transit

#### Transfert d’autorité
Dès juin 1940, l'administration militaire allemande s'organise en Belgique sous l'autorité du Gouverneur militaire et General der Infanterie Alexander von Falkenhausen,.
Une décision importante est prise pour le Fort de Breendonk : la Feldkommandantur de Bruxelles examine les options d'utilisation de cette structure fortifiée ; dans un premier temps, la Wehrmacht envisage de transformer le fort en caserne ou dépôt militaire pour tirer parti de sa structure fortifiée, mais aussi de sa position stratégique.
Mais fin juin, la police de sûreté et le service de sécurité, regroupées en SIPO-SD, sous la tutelle de la SS (Schutzstaffel) manifestent un intérêt marqué pour le Fort de Breendonk.
Des inspections, menées par des officiers de la « police secrète d'État » (en allemand : Geheime Staatspolizei, Gestapo), reconnaissent le potentiel du fort pour leurs usages et soulignent notamment la configuration du fort, avec ses cellules et ses espaces isolés, qui se prête parfaitement à l'incarcération et à la surveillance de prisonniers politiques et de résistants.
De plus, la proximité du fort avec Bruxelles, centre névralgique de l'Occupation, en fait un lieu idéal pour centraliser les opérations de répression.

#### Les dénominations du Fort de Breendonk sous l'occupation nazie
Le Fort de Breendonk, sur sa réquisition par la SiPo — SD, revêt une nomenclature multiple qui reflète la complexité de son rôle dans l'appareil répressif allemand. La diversité des termes associée à cette infrastructure — camp de rassemblement, de détention, de transit ou de concentration — dépasse la question sémantique et témoigne de l'ambiguïté fonctionnelle délibérément entretenue par l'administration nazie.
L'horreur systématique imprégnant chaque recoin de cette forteresse détournée défie toute tentative de catégorisation précise, rendant presque secondaire la question de sa désignation officielle face à la réalité des exactions commises. Dans la terminologie administrative du Reich, le fort porte la désignation d'«Auffanglager», mais la littérature historique, les témoignages des survivants et les documents d'après-guerre lui attribuent alternativement les qualificatifs de camp de concentration, de détention ou de transit.
Cette polysémie s'explique par la nature hybride de l'installation qui assume simultanément plusieurs fonctions dans le système concentrationnaire nazi. Par souci de clarté, l'appellation « camp de détention et de transit » (en allemand : Auffang- und Durchgangslager) sera utilisée ; tout en soulignant que le Fort de Breendonk présente toutes les caractéristiques d'un camp de concentration où tortures et exactions constituent non pas des dérives isolées, mais une pratique institutionnalisée.

« Le fait que les opposants sachent que de telles pratiques sont possibles constitue un pouvoir non négligeable pour la police allemande. »

— Benoit Majerus, « La SiPo — SD en Belgique : une police faible ? » (chap.  Arrêter, emprisonner, interroger), Vingtième Siècle. Revue d'histoire, no 119,‎ 2013
Cette réalité justifie aussi l'appellation de « camp de torture » que lui attribuent certains témoins.
Au-delà du débat des terminologies, un consentement historiographique émerge sur la spécificité du Fort de Breendonk : la singularité du lieu dans l’ensemble concentrationnaire nazi réside dans l'intensité et la systématisation de la violence qui y est exercée. La brutalité au quotidien, érigée en méthode administrative (tel « interrogatoire poussé », en allemand : verschärfte Vernehmung qui conçoit ouvertement la torture sans la nommer), constitue la signature de ce complexe dont l'architecture militaire d’origine se prête idéalement à sa reconversion en instrument de terreur.

#### Camp de détention et de transit (Auffang- und Durchgangslager)
« Laissez toute espérance, vous qui entrez. »

— Dante Alighieri, La Divine Comédie, chap. Chant III, v. L’Enfer, paragr. La Porte de l’Enfer ([…] en italien : Lasciate ogne speranza, voi ch’intrate.)

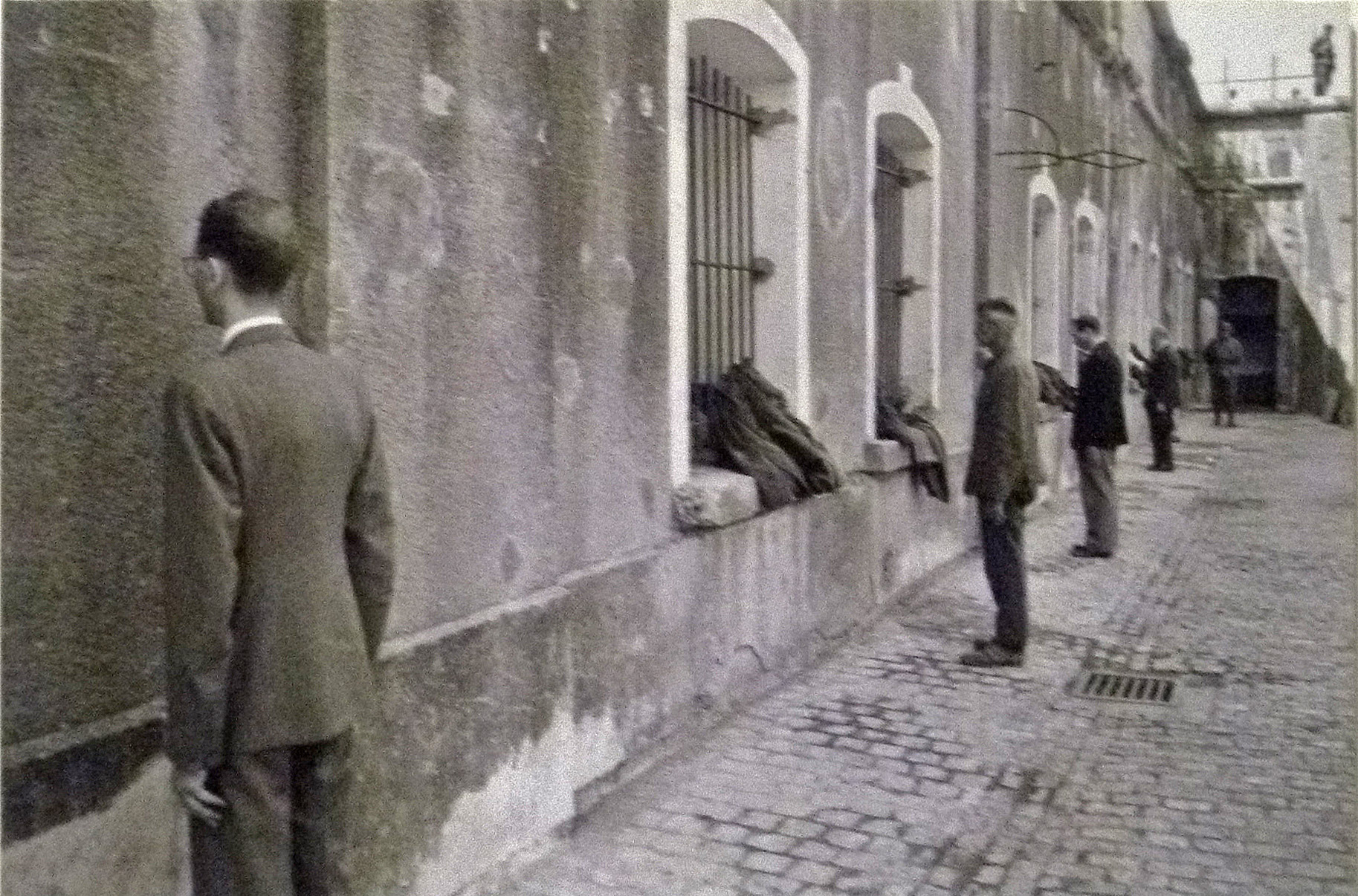
Les prisonniers nouvellement arrivés doivent attendre l'enregistrement et de recevoir des vêtements ; à l'arrière-plan, des sentinelles de la Wehrmacht (1941).

Le 20 septembre 1940,, les autorités nazies installent le camp de détention dans l'enceinte du fort, l'Auffang- und Durchgangslager Breendonk est né. Les premiers prisonniers, une quinzaine d'hommes, arrivent le jour même.
Ce groupe initial comprend des opposants politiques et des intellectuels belges que les nazis considèrent comme une menace. Parmi ces détenus figurent des journalistes qui ont critiqué ouvertement le nazisme avant l'invasion, des hommes politiques connus pour leurs positions antifascistes, et quelques fonctionnaires refusant de coopérer avec l'occupant.
Dès l’arrivée, les prisonniers sont soumis à un processus d'humiliation systématique (dépouillés de leurs effets personnels, tondus, vêtus d'uniformes usés de l’armée belge et identifiés par des numéros). Ce processus de déshumanisation constitue l’étape primaire d'un système conçu pour briser toutes les résistances morales et physiques.

#### Diversification des détenus
« Jacques Grippa, chef d’état-major des PA (note : partisans armés) fut arrêté le 9 juillet 1943 et transféré à Breendonk dès le lendemain. 
Le but de l'incarcération a Breendonk était de faire « parler » ; la méthode : affaiblir la volonté ; les moyens : la faim, la terreur perpétuelle, la maladie, les chocs psychologiques et pour l’essentiel, la violence, les coups. »

— Anne Duchaine, 

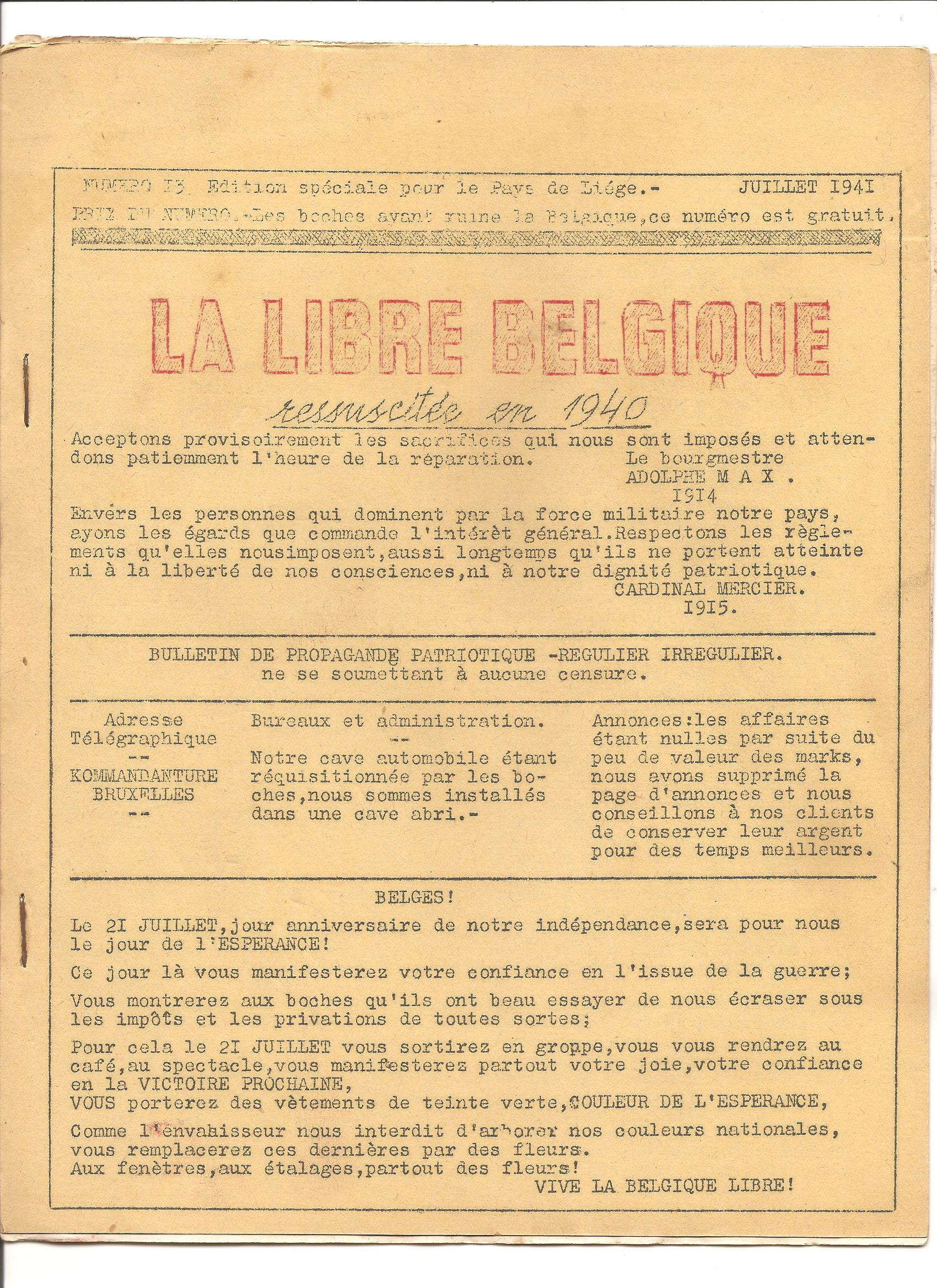
Matrice du 1er exemplaire de La Libre Belgique (Édition clandestine), édition spéciale pour le Pays de Liège⁣⁣, en continuité des numéros précédents de La Libre Belgique (1941).

Au fil des mois suivants, le nombre de détenus du Fort de Breendonk augmenta considérablement.
À partir de 1941, le camp de détention et de transit accueille un flux continu de nouveaux prisonniers réfletant l'intensification de la répression allemande en Belgique occupée. Le nombre de prisonniers fluctue entre 300 et 500 personnes.
Ces prisonniers ont une diversité de profils et chacun représente un aspect différent de l'opposition à l'ordre nazi. En premier, les résistants constituent une proportion significative des détenus. Membres des réseaux de renseignement, de saboteurs, éditeurs de presse clandestine (nl), ou citoyens qui aide les aviateurs alliés abattus, les résistants sont envoyés à l'Auffang- und Durchgangslager Breendonk pour y être interrogés (souvent sous la torture), avant d'être exécutés (par les armes ou pendu) ou déportés vers d'autres camps.
La présence croissante des résistants témoigne de l'organisation progressive de la résistance belge et de l'intensification des mesures répressives allemandes.
Les prisonniers politiques forment un autre groupe important. Communistes, socialistes et démocrates-chrétiens se retrouvent emprisonnés à l’ombre du Fort en raison de leur idéologie considérée comme incompatible avec le national-socialisme.
Les communistes sont des cibles dès les premières semaines de l'Occupation, Hitler ayant fait de l'anticommunisme l'un des piliers de sa doctrine. Après le déclenchement de l'opération Barbarossa, la répression contre les sympathisants communistes s'intensifia,.
Les franc-maçons constituent également une cible privilégiée. L'idéologie nazie voyait dans la franc-maçonnerie une conspiration judéo-capitaliste visant à dominer le monde. Des dignitaires des loges maçonniques sont ainsi incarcérés au Fort de Breendonk, où ils subissent un traitement sévère.
La catégorie des intellectuels et artistes est plus difficile à définir, car elle englobe autant des professeurs d'université, des écrivains, des journalistes et des artistes dont les œuvres ou les opinions sont jugées subversives. Leur détention illustre la volonté nazie de briser toute forme de résistance culturelle et intellectuelle susceptible d'alimenter l'esprit de résistance et de subversion dans la population belge.

#### Les gardiens - Terreur organisée
Cet univers est régi par la brutalité arbitraire des gardiens : le premier commandant, Philipp Schmitt, le lieutenant Hans Kantschuster, le second lieutenant Arthur Prauss, le sergent-chef Walter Müller .

L’omniprésence de la violence physique et les coups administrés pour la moindre infraction (réelle ou imaginaire) font partie intégrante du système répressif.

« Ce qui m’a fait le plus mal — étant d'origine flamande — c’est que les deux SS chargés de nous battre et de nous bafouer étaient des Flamands. C’est cela qui m’a fait le plus mal. Si cela avait été des Allemands… bon, ils étaient là pour cela ; ils étaient cruels, sadiques… mais des gens de notre propre pays, de notre propre nationalité, flamand ou n'importe quoi... Cela fut le plus dur à accepter. »

— Gaston Gillis (prisonnier no 859)
Certains gardiens, notamment les SS flamands, se distinguent par leur cruauté et transforment les châtiments des prisonniers en spectacle pour leurs « camarades ». Parmi ces tortionnaires, des noms sont restés « célèbres » pour leur violence, notamment Richard De Bodt (nl) et Fernand Wyss (nl), SS belges au service de l’occupant,.
Les gardes flamands manifestent une brutalité et une cruauté suscitant parfois l'indignation des gardiens externes appartenant à l’armée régulière, lesquels interviennent occasionnellement en faveur des détenus.

##### Travail exténuant - Sous-alimentation
Le quotidien est caractérisé par la violence systématique et la déshumanisation constante. À leur arrivée, les prisonniers sont soumis à une discipline tyrannique et à des conditions de vie délibérément dégradantes.

« Au déjeuner, à 5 heures 30 : deux tasses de jus de glands torréfiés et 125 grammes de pain. Au dîner, à 15 heures 30 : deux bols de soupe claire. Au souper, à 18 heures : deux tasses de jus de glands torréfiés et 100 grammes de pain. »

— Ministère de la Justice, Oorlogsmisdaden (Référence de publication : 341.322 (493.3/4) ; pl., facsim ; 8°), Les Crimes de guerre commis sous l'occupation de la Belgique, 1940-1945. : La persécution antisémitique en Belgique, Liège, 1947, 42 p.,

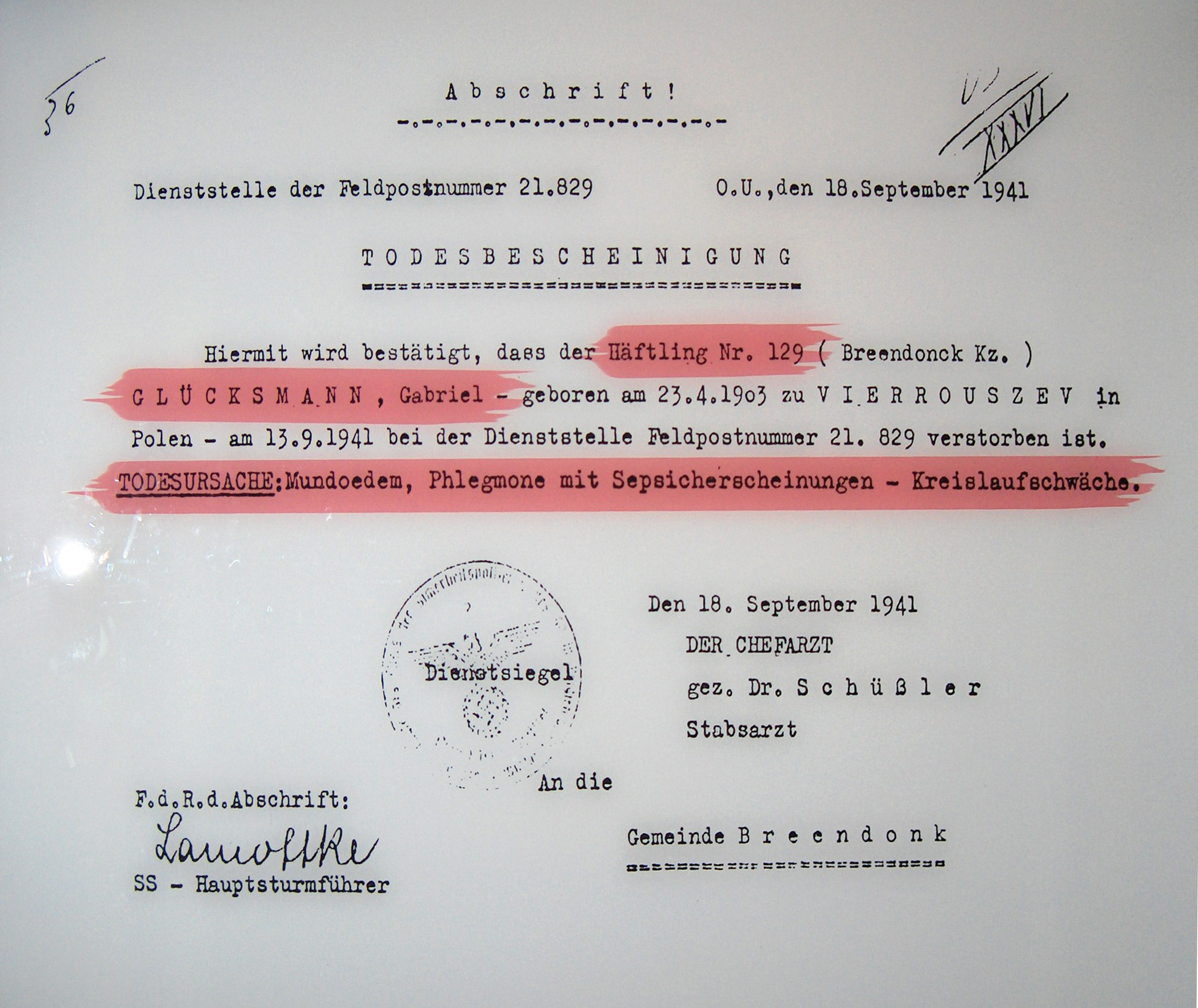
Certificat de décès indiquant faussement une mort par maladie, lorsque le détenu malmené meurt de faim, de mauvais traitements ou de maladie (1941).

Le régime alimentaire est conçu pour affaiblir les détenus. La ration quotidienne se limite à soupe et pain totalisant à peine quelques centaines de kilocalories par jour. Cette sous-alimentation chronique, combinée à l'épuisement du travail forcé, entraîne un affaiblissement rapide des prisonniers, les rendant plus vulnérables aux maladies et moins capables de résistance physique ou morale.
Le travail forcé est l'occupation principale des détenus : contraints d'effectuer des travaux très pénibles (transport de brouettes de terre, des cailloux, …) et souvent inutiles, les travaux sont conçus pour briser les prisonniers plus que pour une production utile à l’occupant. L'extraction de terre dans les fossés du fort, son transport dans des brouettes surchargées, et son déversement à l'autre extrémité du camp constituent des tâches quotidiennes, exécutées sous les coups et les hurlements des gardiens.

#### La salle de torture - L'horreur institutionnalisée
« […] par rapport à Breendonk, Buchenwald est un camp confortable […] »

— Jean Blume, 

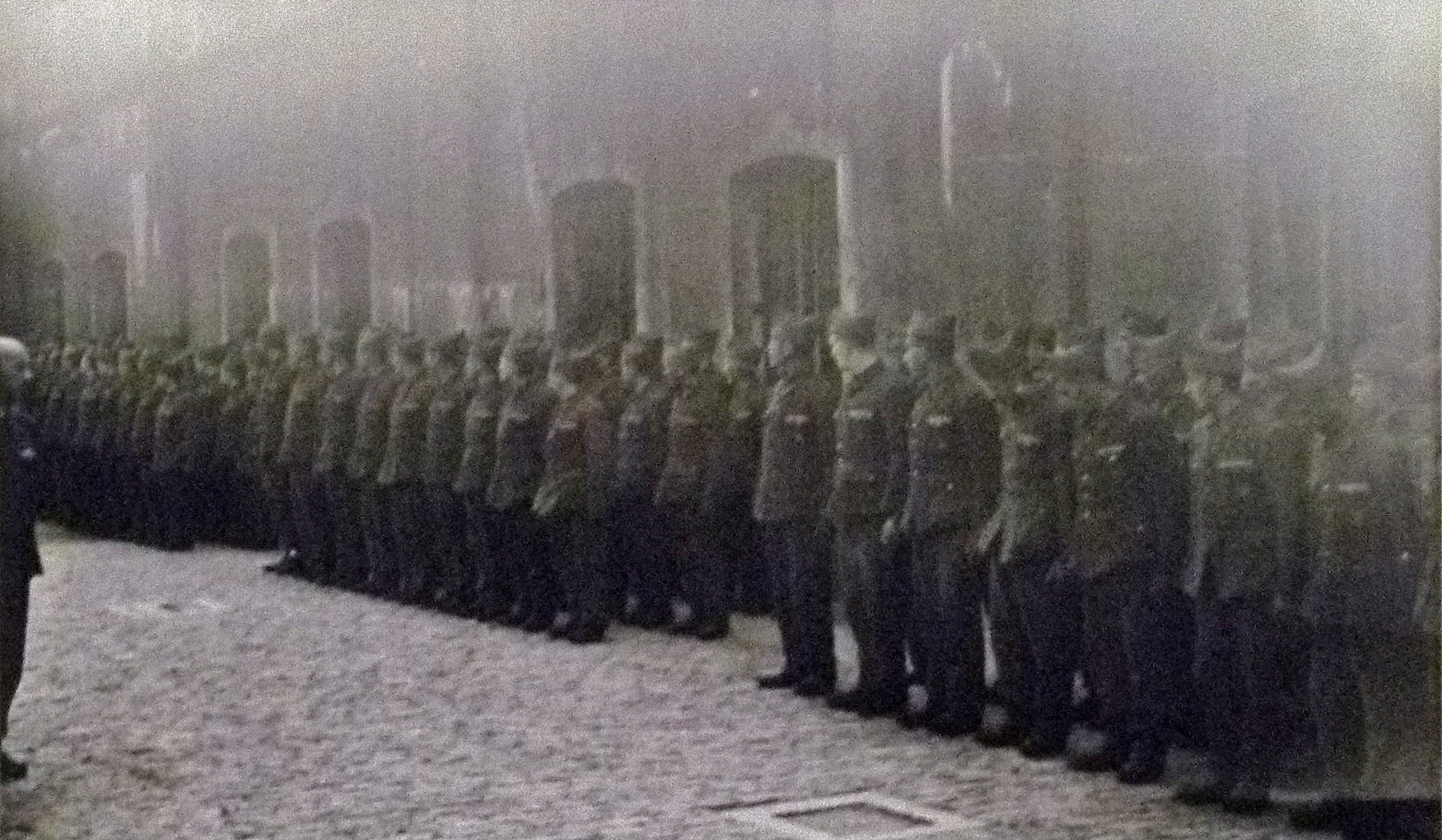
Le rassemblement pour l'appel, parfois interminable, bien souvent avec des coups, est une forme d'avilissement quotidien subit par les prisonniers (1941).

Au cœur du système répressif du Fort de Breendonk se trouve « le bunker », un magasin à poudre reconverti en chambre de supplice, symbole du méthodisme de la cruauté régnant dans le camp. Situé dans une casemate isolée, cette pièce est le théâtre d'interrogatoires brutaux, ignobles, et sadiques menés par la Gestapo et le SIPO-SD.
Les méthodes employées reflètent une cruauté calculée et appliquée, reprise sous la terminologie de Verschärfte Vernehmung (interrogatoire aggravé).
Le bâton ou le fouet sont infligés sur un chevalet spécialement conçu et sont devenus pratique courante. Les prisonniers sont attachés, face contre le sol, pour le châtiment. Jusqu'à 75 coups de nerf de bœuf infligés par des gardiens SS ou par des SS flamands sous supervision allemande. Ces séances laissaient les victimes gravement blessées, certaines succombant à leurs blessures ou aux infections qui s'ensuivaient.

« En général, le détenu est conduit le soir, ou, la nuit devant ses bourreaux. Ses cris traversent alors mieux les parois des chambrées et terrorisent ses compagnons, ce qui les empêche de dormir. »

— Claire Pahaut et Fabrice Maerten

La torture psychologique complétait cet arsenal répressif. L'isolement prolongé dans des cellules obscures accompagné de simulacres d'exécution, les menaces contre la famille du détenu sont autant de techniques qui visent à briser ceux que la douleur n’a pas fait parler.

« Ce qui fait de Breendonk le plus dur des camps, c’est la terreur judiciaire systématiquement entretenue. On savait qu’on était là « pour parler » et que la discipline du camp devait « nous faire parler ». »

— Léon-Ernest Halkin
Les séances de Verschärfte Vernehmung ont un double objectif : obtenir des informations et terroriser les détenus pour prévenir toute velléité de résistance ou de rébellion au sein du camp.
La torture n'est pas devenue un moyen, elle est une fin en soi, un élément constitutif du « système Breendonk ».

#### Un maillon de la Shoah
« La voiture s’arrête devant le fossé qui entoure le fort, ce fossé profond dans lequel des camarades sont morts noyés comme des chiens. »

— Léon-Ernest Halkin
Si Breendonk n'est pas spécifiquement destiné à être un camp pour les Juifs, il joue néanmoins un rôle important dans la mise en œuvre de la Solution finale en Belgique.
Fin 1940, les premières mesures antisémites (en allemand : Judenverordnung, en français : réglementation des Juifs) sont promulguées en Belgique occupée et elles définissent légalement (aux yeux du Troisième Reich) qui est considéré comme Juif et imposent diverses restrictions à cette catégorie de population. L'administration militaire allemande, dirigée par Alexander von Falkenhausen, malgré certaines réticences initiales, met petit à petit en place l'appareil administratif nécessaire à la persécution des Juifs.
Dès 1941, les Juifs commencent à être internés de plus en plus nombreux au Fort de Breendonk. Le « statut juif » y est particulièrement précaire, ils subissent non seulement les mêmes traitements brutaux infligés à tous les détenus, mais également des humiliations spécifiques liées à leur judéité, les corvées les plus dégradantes et les punitions plus sévères.

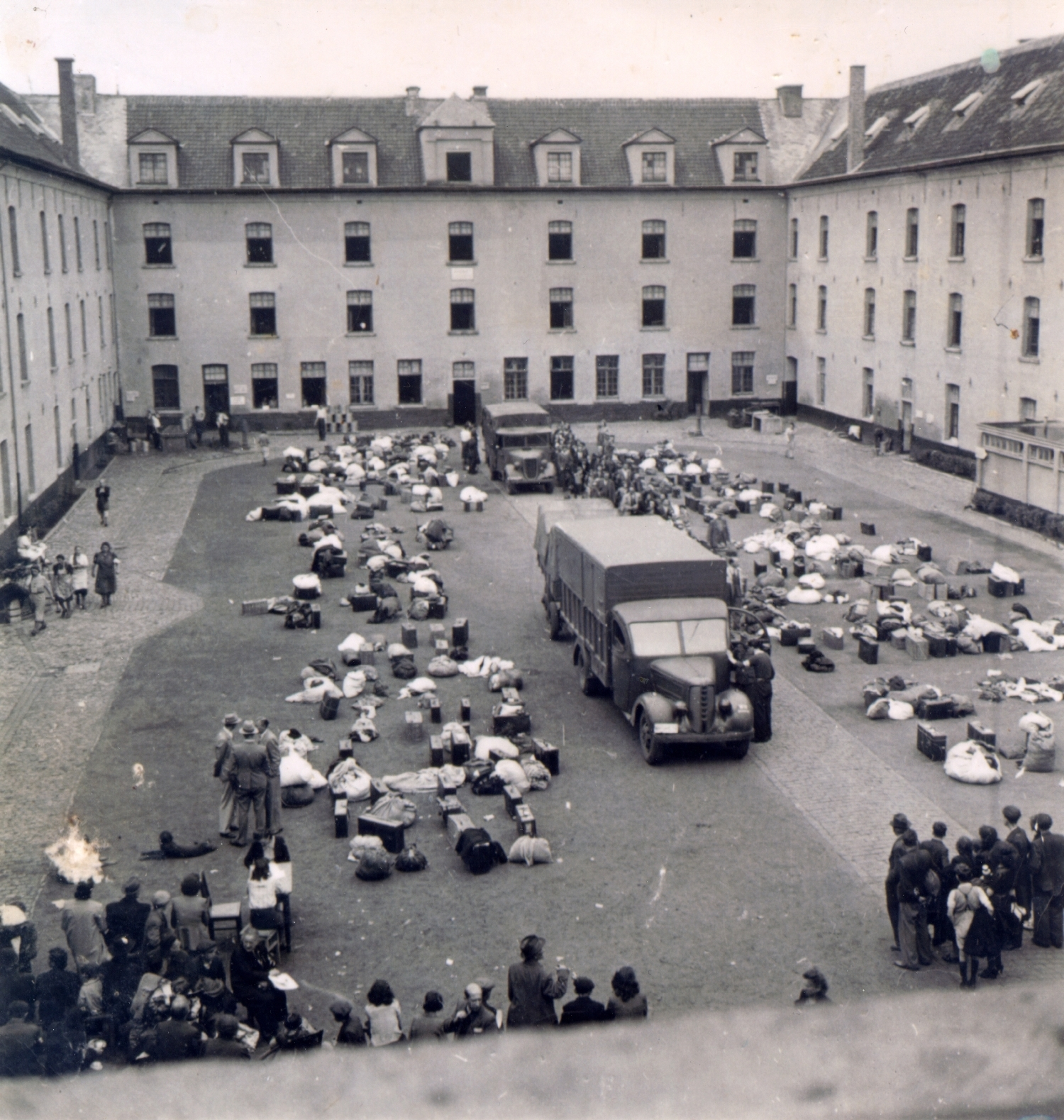
La place intérieure du Camp de rassemblement de Malines, lieu de rassemblement des Juifs avant leur déportation vers les centres d'extermination nazis (1942).

La présence juive à Breendonk connaît cependant une évolution notable. À mesure que la « Solution finale » se met en place (tant à l’Est qu’à l’Ouest), le Fort de Breendonk devint de moins en moins le lieu principal de détention des Juifs en Belgique. Cette fonction est progressivement transférée au SS-Juden Sammellager Mecheln (en français : camp SS de rassemblement pour Juifs de Malines ; camp de rassemblement, établi à la Caserne Dossin à Malines) qui est opérationnel en juillet 1942.
Le SS-Juden Sammellager Mecheln est spécifiquement désigné comme point central de regroupement des Juifs et des Tsiganes avant leur déportation vers les camps d'extermination, principalement Auschwitz-Birkenau. La Caserne Dossin, choisie pour sa proximité avec le réseau ferroviaire ainsi que sa capacité d'hébergement importante, devient le principal maillon belge de la chaîne d'extermination nazie.
Le transfert des détenus juifs de l'Auff- und Durchgangslager Breendonk vers le SS-Juden Sammellager Mecheln s'effectue progressivement à partir de l'été 1942. Ce mouvement coïncide avec l'intensification des rafles contre la population juive.
Des Juifs initialement arrêtés pour des motifs politiques ou comme résistants et incarcérés au Fort de Breendonk sont ainsi redirigés vers la Caserne Dossin en raison de leur origine, illustrant la priorité croissante accordée au critère racial sur les autres motifs d'internement.
Entre août 1942 et juillet 1944, vingt-huit convois partent du SS-Juden Sammellager Mecheln vers Auschwitz-Birkenau, transportant plus de 25 500 Juifs et 350 Roms et Tsiganes,. Cette tragique et horrible efficacité dans la déportation des Juifs de Belgique est rendue possible par la coordination entre les différentes instances répressives, dont le Fort de Breendonk constitue un rouage dans sa phase initiale.
Les personnes de confession juive constituaient néanmoins une proportion significative — soit un septième au total — de la population totale incarcérée à Breendonk. Paradoxalement, certains détenus, aux qualifications professionnelles supérieures, ont eu accès à des postes relativement privilégiés au sein de la hiérarchie du camp.
Breendonk sert également de centre de détention pour les individus ayant contrevenu aux dispositions législatives antisémites, ainsi que pour les personnes catégorisées comme « asociales », selon la terminologie employée par l'idéologie national-socialiste.

#### Fin du camp et bilan humain
En août 1944, face à l'avancée rapide des troupes britanniques et canadiennes, les autorités allemandes ordonnent le transfert des derniers détenus vers les camps allemands et un dernier convoi est envoyé en Allemagne.
Les prisonniers sont évacués vers le camp de Buchenwald, puis dispersés dans le réseau concentrationnaire nazi (Neuengamme, Mauthausen…). Pour beaucoup, cette évacuation prolonge le calvaire jusqu'aux derniers jours de la guerre.
Début septembre 1944, les Alliés atteignent le Fort de Breendonk, découvrent un camp vide mais portant encore les traces visibles des atrocités qui s'y sont déroulées.
Le bilan humain de l'Auff- und Durchgangslager Breendonk est difficile à établir avec précision en raison de la destruction partielle des archives par la SS. Cependant, les recherches, les témoignages ainsi que les traces estiment qu'environ 3 600 personnes sont internées au Fort de Breendonk entre septembre 1940 et août 1944. Sur ce nombre, près de 300 meurent dans le camp, victimes de mauvais traitements, de malnutrition ou d'exécutions. Approximativement 1 600 sont déportés vers d'autres camps, où la plupart trouvent la mort .
Le Fort de Breendonk incarne une réalité du système concentrationnaire nazi sur le sol belge. De camp de détention, il évolue progressivement vers un modèle proche des camps de concentration du Reich, caractérisé par un régime de terreur systémique destiné à briser toute forme de résistance et d’humanité dans les détenus.
Son rôle dans la mise en œuvre de la « Solution finale », bien que secondaire par rapport à celui du SS-Juden Sammellager Mecheln, illustre une intégration progressive des formes de répression sadiques et cruelles dans un système visant non seulement à punir les opposants politiques (communistes, intellectuels, etc), mais aussi à éliminer physiquement les groupes considérés comme racialement indésirables (Juifs, Tsiganes, etc).

## L'après-Libération

### Une justice improvisée
Dès la Libération, le Fort de Breendonk connaît une vocation troublante : la Résistance, encore armées et organisées, prend l'initiative d'y enfermer les personnes suspectées de collaboration avec l'occupant nazi,.
Cette période, appelée Breendonk II, débute un contexte de vide juridique et administratif. L'État belge, revenu de son exil londonien, ne dispose pas des structures nécessaires pour gérer « l'épuration civique » à grande échelle,.

« Qu'elles soient fondées ou non, ces suspicions sont à la base de leur internement administratif ou de détentions provisoires sans mandat d'arrêt [...] »

— Dimitri Roden, Traces de mémoire, pédagogie et transmission
Les arrestations s'effectuent sans mandat et les résistants agissent selon leurs propres informations, sur la base de dénonciations ou de listes préétablies durant l'Occupation. Cette justice expéditive d’un besoin de sécurité répond à un désir compréhensible, mais problématique sur le plan légal, de voir punis ceux et celles qui ont collaboré avec l'ennemi.

#### Catégories et motivations

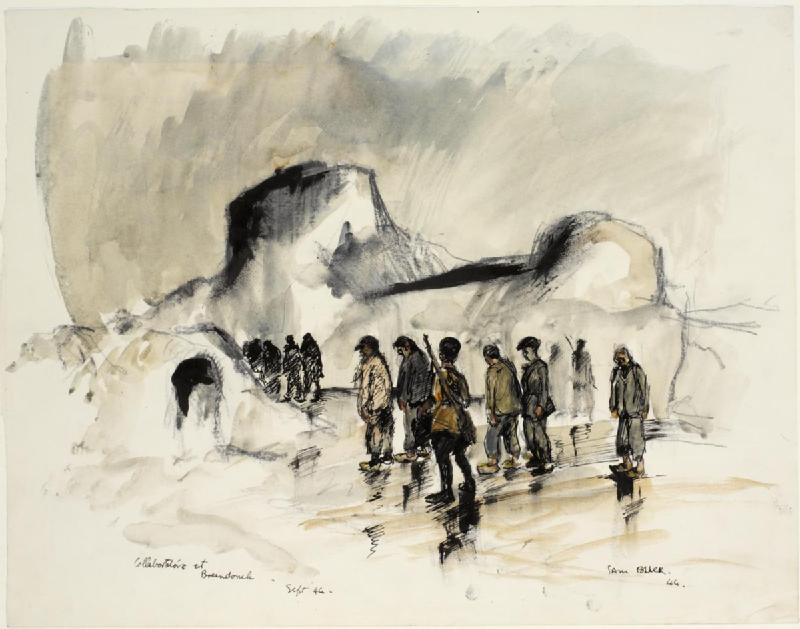
Collaborateurs sous escorte à Breendonck (1944, Imperial War Museums).

Les cellules du fort accueillent une population hétérogène d'inciviques présumés. On y trouve principalement des collaborateurs politiques notoires (membres de Rex ou du VNV), des auxiliaires administratifs de l'occupant, des délateurs identifiés par des témoignages de résistants ou les victimes, et des volontaires des formations militaires pro-allemandes comme les Gardes Wallonnes et ses pendants flamands,.
L'incarcération de personnes sur simple soupçon ou dénonciation anonyme est plus problématique, car parfois motivée par des simples règlements de comptes sans rapports avec des véritables actes de collaboration. Cette période de troubles voit également quelques cas d'internement de personnes dont le seul tort est d'avoir maintenu une activité économique pendant l'Occupation, sans nécessairement avoir favorisé activement l'effort de guerre allemand,.

#### Conditions et traitement des prisonniers
« Breendonk, camp de concentration et non centre d’internement »

— Inconnu, Les caves de la Gestapo
Les conditions de détention à Breendonk II peuvent aussi présenter une ironie : d'anciens tortionnaires ou leurs complices se retrouvent dans les cellules où des résistants ont souffert quelques semaines auparavant.
Cette situation génère tensions et abus, qui laisse parfois des désirs de vengeance l’emporter. Des témoignages attestent de mauvais traitements infligés à certains détenus : privations alimentaires, coups, humiliations publiques, et interrogatoires brutaux,.
Néanmoins, ces violences ne présentent pas le caractère systématique et institutionnalisé connu sous les nazis. L’intensité varie selon les sections et les gardiens responsables.
Aucune équivalence ne peut être établie entre les deux périodes, tant en termes d'ampleur que sur la nature des exactions commises.

### Reprise en main par l'État
Face aux débordements constatés à Breendonk II (et dans d'autres centres de détention ou prison improvisées), le gouvernement belge s'efforce d'institutionnaliser le processus d'épuration civique.
Dès octobre 1944, fonctionnaires et officiers sont dépêchés pour superviser les opérations et établir des procédures plus régulières.
Progressivement, un règlement intérieur plus structuré est imposé. Des registres d'écrou officiels sont établis, les conditions d'hygiène et d'alimentation s'améliorent, et les visites de famille sont autorisées sous certaines conditions.
Cette normalisation progressive transforme Breendonk II d'un lieu de détention improvisé en une prison militaro-civile plus conventionnelle.

#### Juridictions d'exception
Entre fin 1944 et début 1945, l'appareil judiciaire dédié à l'épuration se met petit à petit en place.
Des conseils de guerre (justice militaire) sont institués pour juger les cas les plus graves de collaboration. En parallèle, des chambres civiques sont chargées de prononcer les sanctions de déchéance des droits civiques pour les cas moins graves.
L'auditorat militaire s’est considérablement renforcé en effectifs et devient l'organe central d'instruction des dossiers de collaboration avec un rôle crucial : trier les milliers de dénonciations, constituer des dossiers solides, et décider de l'orientation des poursuites.
Les détenus de Breendonk II sont progressivement auditionnés par des juges d'instruction qui décident : soit le maintien de la détention, soit la remise en liberté, avec ou sans conditions.

#### Fin deBreendonkII
À mesure que les institutions judiciaires reprennent leur fonctionnement normal, la population carcérale de Breendonk II diminue.
La parenthèse de l'immédiat après-guerre s’éteint et la justice transitionnelle imparfaite cède graduellement la place à des procédures complètes.
En 1946, la décision de fermer définitivement Breendonk II comme centre de détention est prise. Cette fermeture marque une transition vers une vocation de lieu d'histoire et lieu de mémoire.

## Débuts d'unlieu de mémoire

### Transformation en mémorial national
« À cette époque, dans un petit pays comme la Belgique, on connaît — et ce dans chaque recoin du pays — personnellement ou indirectement un détenu du fort ou de celui d’un autre lieu de détention des nazis. »

— Olivier Van der Wilt, Le Fort de Breendonk : Le camp de la terreur nazie en Belgique, 1re éd.
L’hommage du Fort de Breendonk comme Mémorial national en 1947 marque une étape importante dans l'histoire de la commémoration en Belgique.

La loi du 19 août 1949 indique que le Fort de Breendonk devient officiellement le « Mémorial national du Fort de Breendonk »  (en néerlandais : Nationaal Gedenkteken van het Fort van Breendonk), l'un des premiers sites concentrationnaires en Europe à être préservé et transformé en lieu de mémoire.

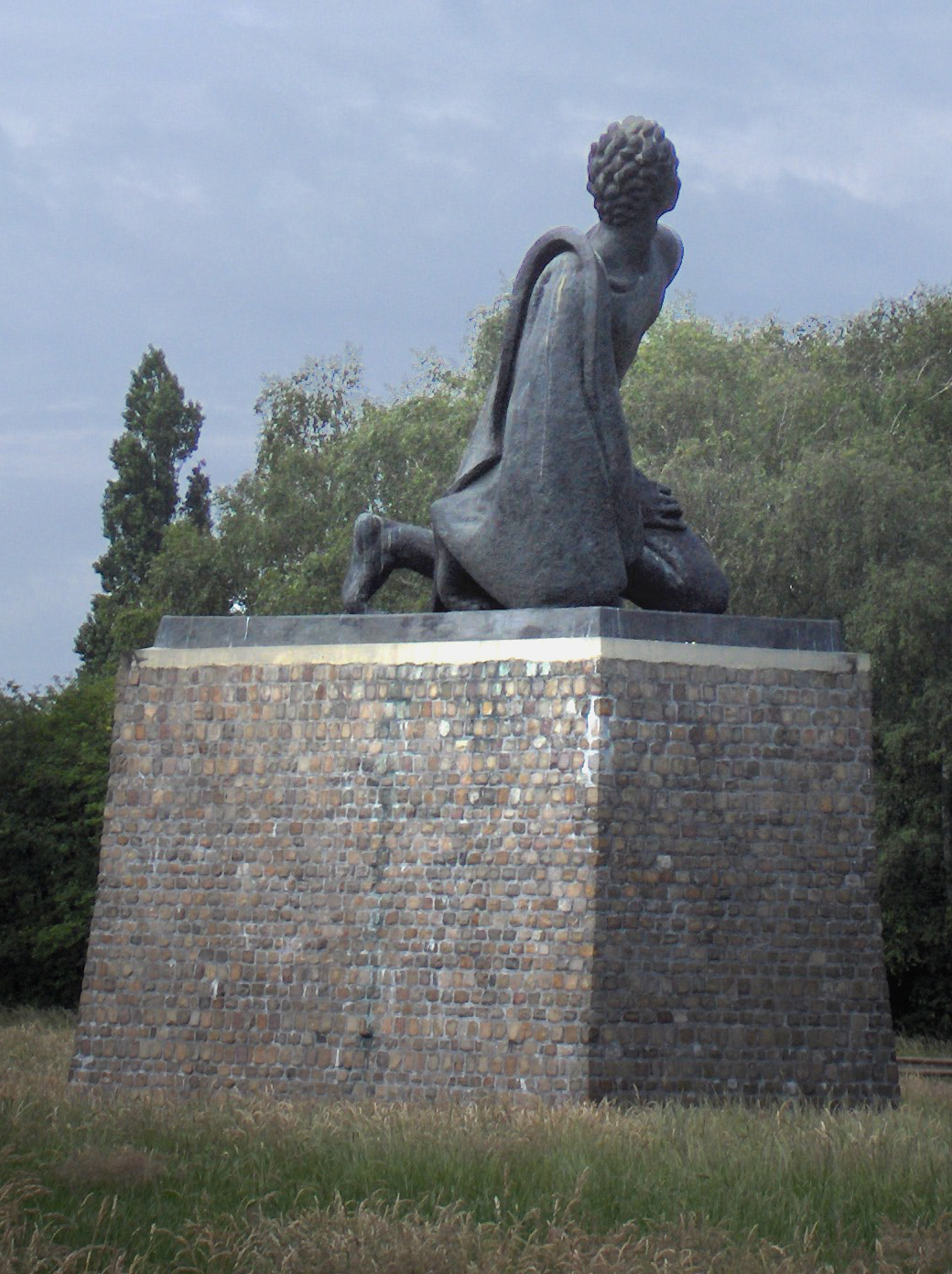
« De politieke gevangene »), statue en bronze d'Idel Ianchelevici (1947), en hommage aux victimes du Fort van Breendonk.

Cette décision intervient quand le souvenir des persécutions est encore présent et que de nombreux survivants sont encore témoins directs. La transformation répond à une volonté politique : conserver un témoignage matériel de la sauvagerie nazie et créer un lieu d'hommage aux victimes.
Contrairement à d'autres camps, qui seront reconstruits ou partiellement reconstitués, le Fort de Breendonk a l'avantage d'avoir conservé l'essentiel de ses structures d’origine, lui conférant une authenticité unique.

### Initiateurs et fondateurs
La transformation du fort en mémorial est due à l'action d'anciens détenus regroupés dans l'Association des Survivants de Breendonk.
Parmi eux, des figures comme Paul M. G. Lévy (futur directeur de l'Information à la Radio-Télévision Belge) et Albert de Vleeschauwer (ministre dans le gouvernement belge de Londres) jouent un rôle primordial pour convaincre les autorités de préserver le site.
Ces ex-détenus s'allient aux personnalités politiques belges qui portent le projet au niveau du gouvernement. Le Premier ministre, Paul-Henri Spaak, soutient cette initiative qui recueille un consensus politique.

### Premiers aménagements
« Nous sommes alors dans l’ère de pure mémoire ; l’ère de l’histoire n’est pas encore venue. »

— Olivier Van der Wilt, Le Fort de Breendonk : Le camp de la terreur nazie en Belgique, 1re éd.
Les débuts du Mémorial national du Fort de Breendonk sont marqués par une approche muséographique sobre avec l'idée de conserver le lieu tel qu'il est en y ajoutant quelques notes explicatives.
Les cellules, les salles de torture, les lieux d'exécution sont préservés en leurs états d'origine et sécurisés pour les visiteurs.
Les premiers éléments ajoutés sont (entre-autres) des plaques commémoratives, quelques vitrines contenant des objets retrouvés, un registre des noms des anciens prisonniers et victimes, des photographies de la libération du camp.
Ce côté minimaliste reflète à la fois les moyens limités de l'immédiat après-guerre et une conception mémorielle qui privilégie l'authenticité.

« Breendonk est sinistre. De loin, on distingue un bloc de béton, une tour de guet en briques, des clôtures. Puis des cabanes de garde, rayées noir et blanc, un tunnel. »

— Leen Huet

Photographies du fort avant restauration
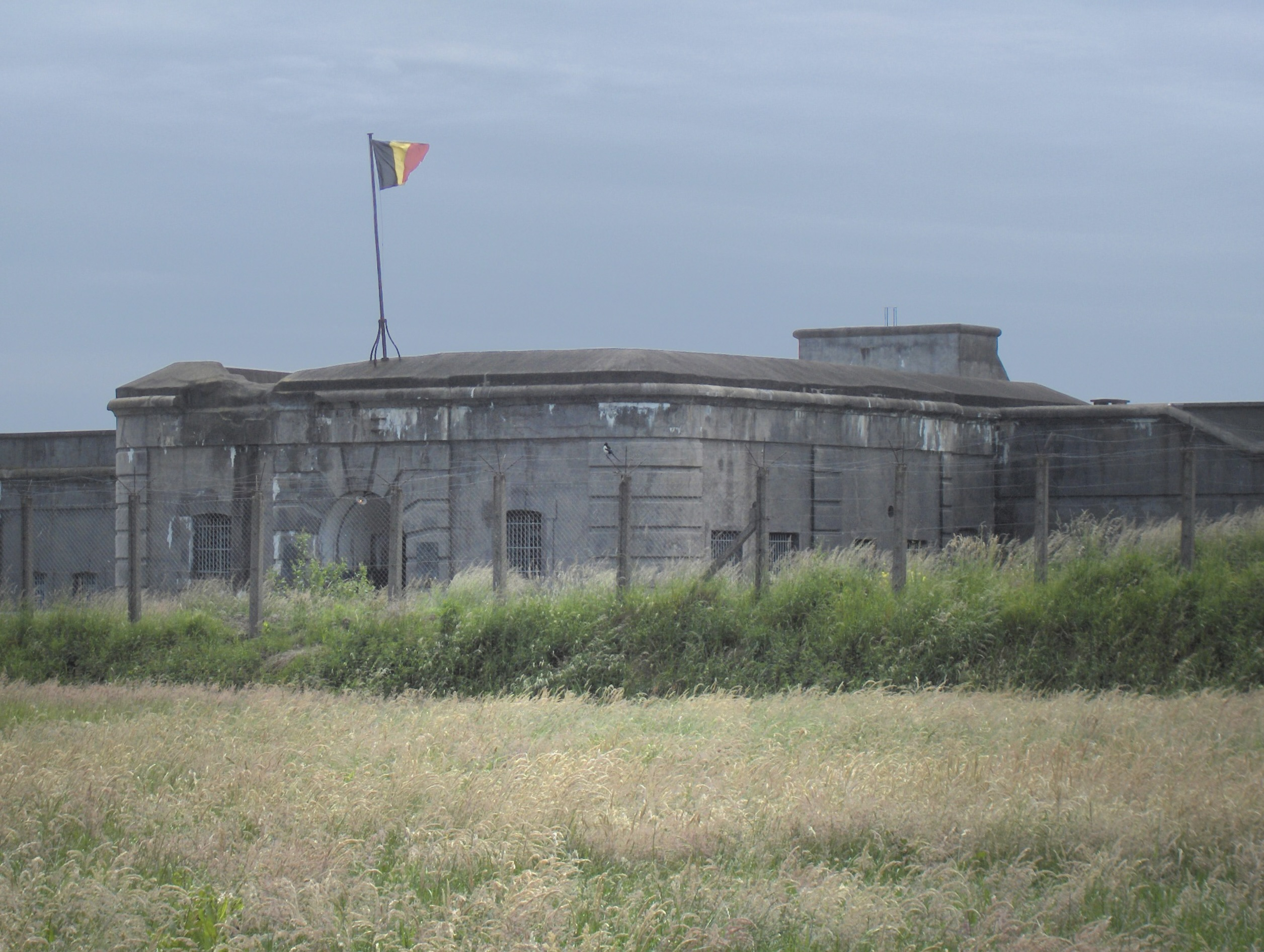
Vue générale de l’entrée du fort.
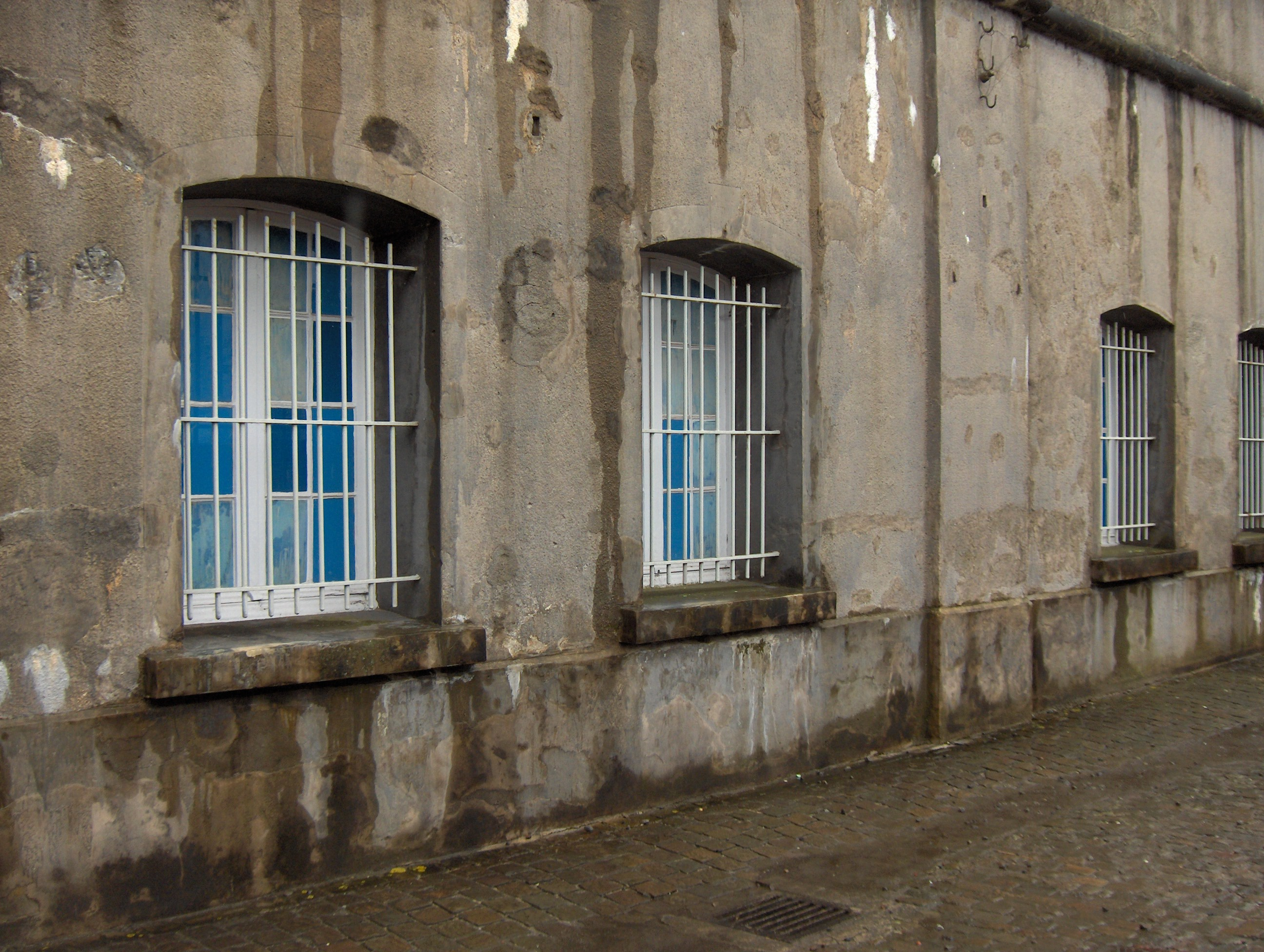
Des vitres bleutées pour masquer la lumière.
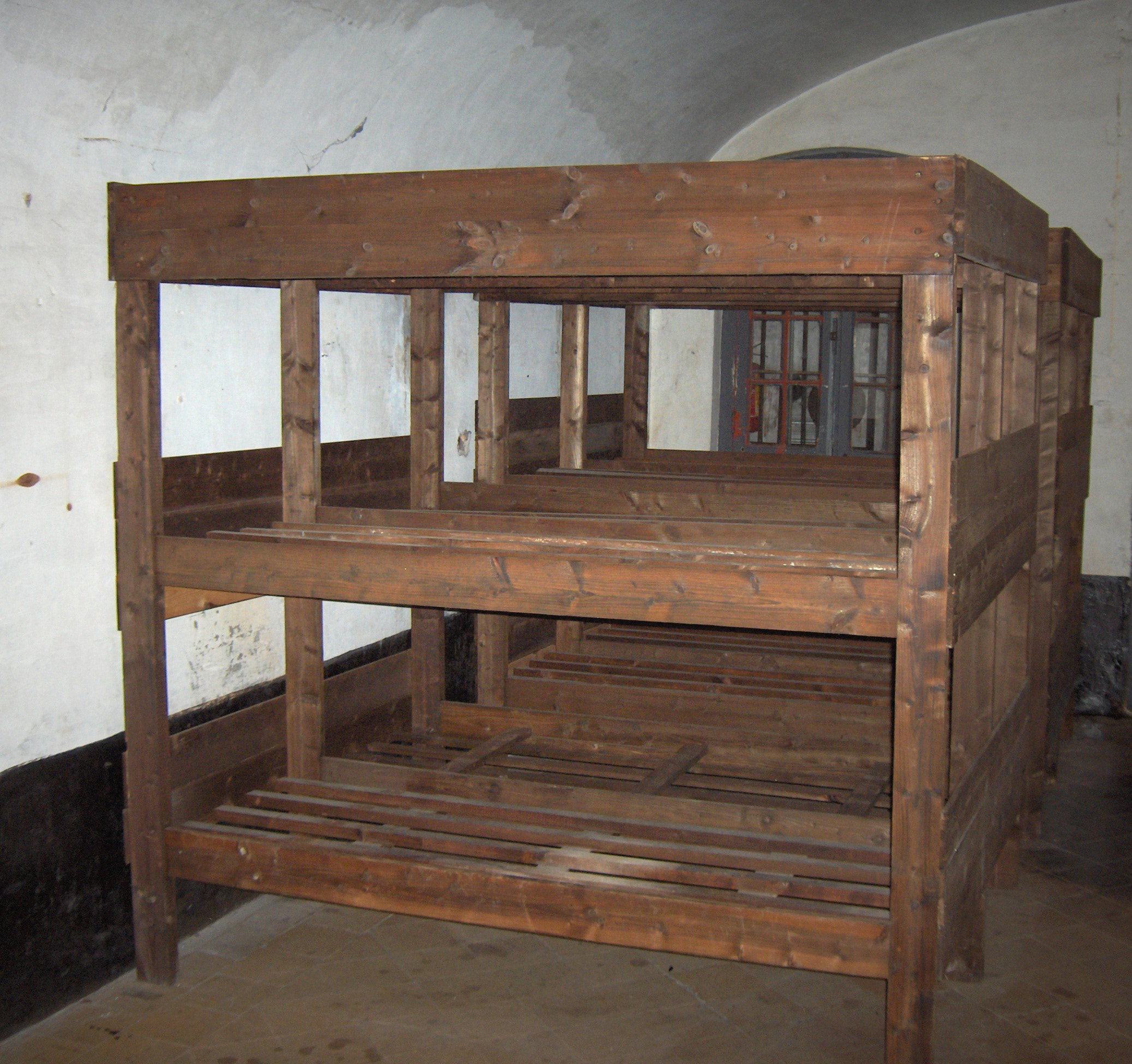
Les « lits » de Breendonk.
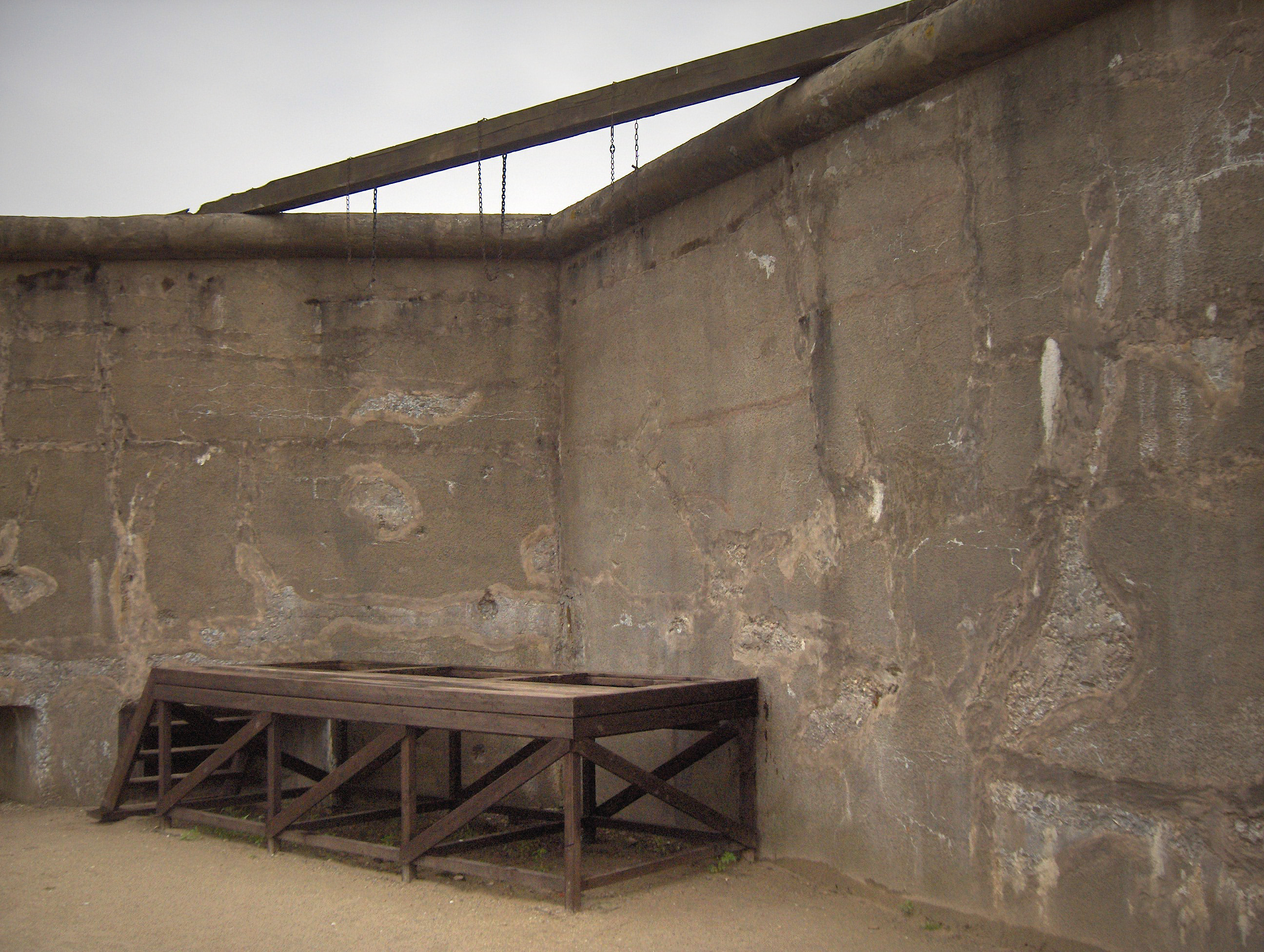
La potence.
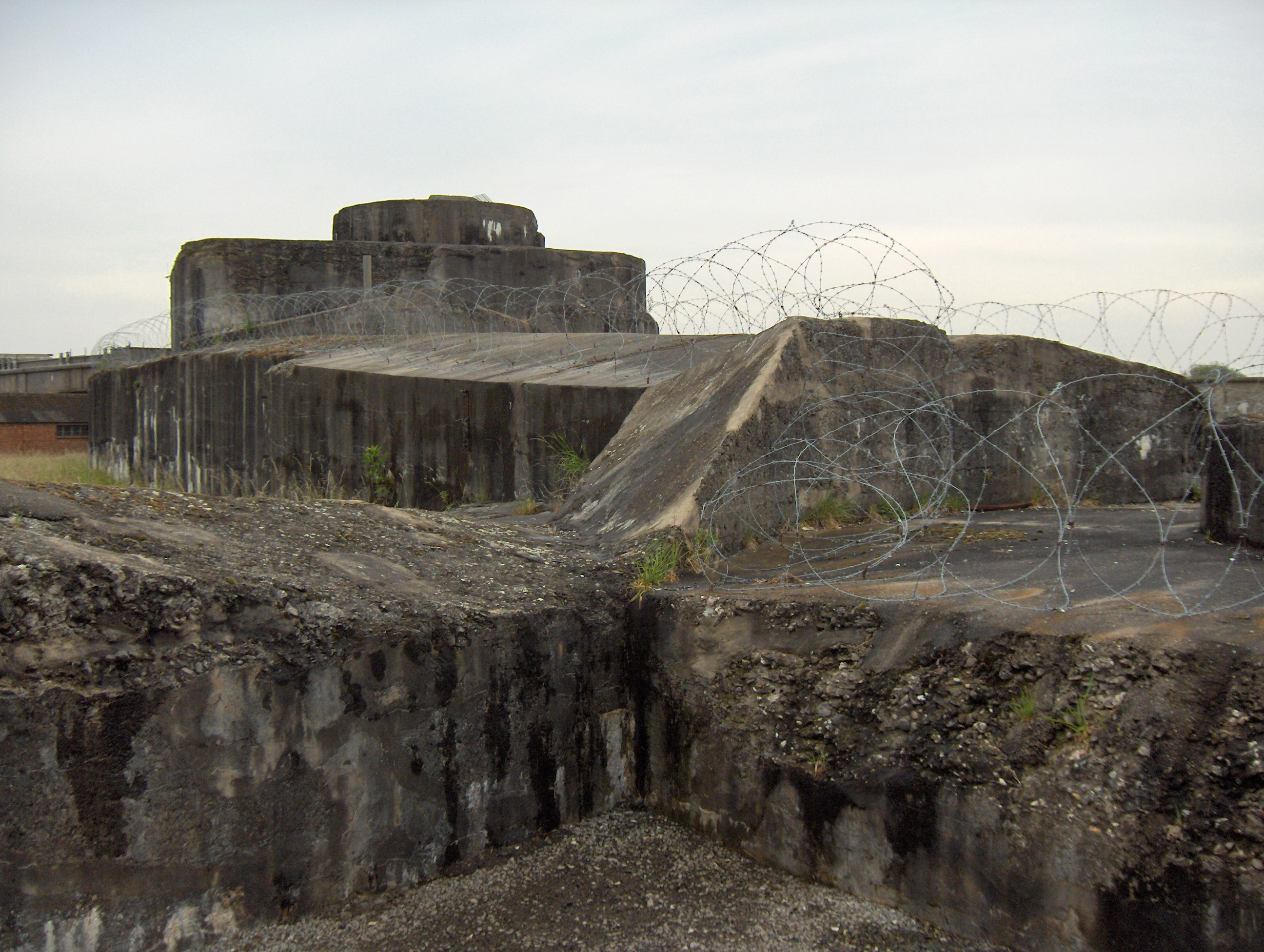
Vue latérale du bunker.
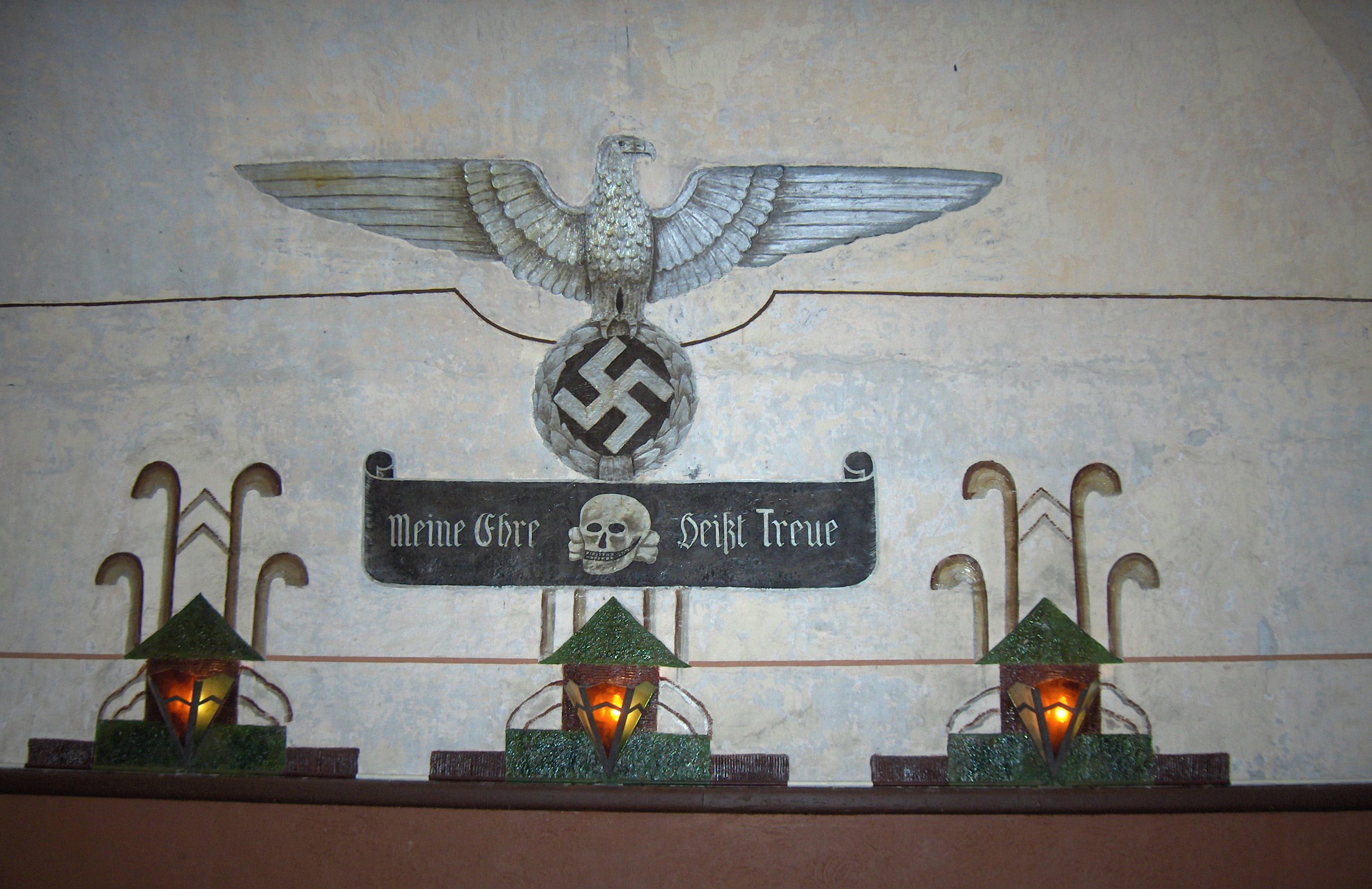
La cantine, avec la devise de la SS.
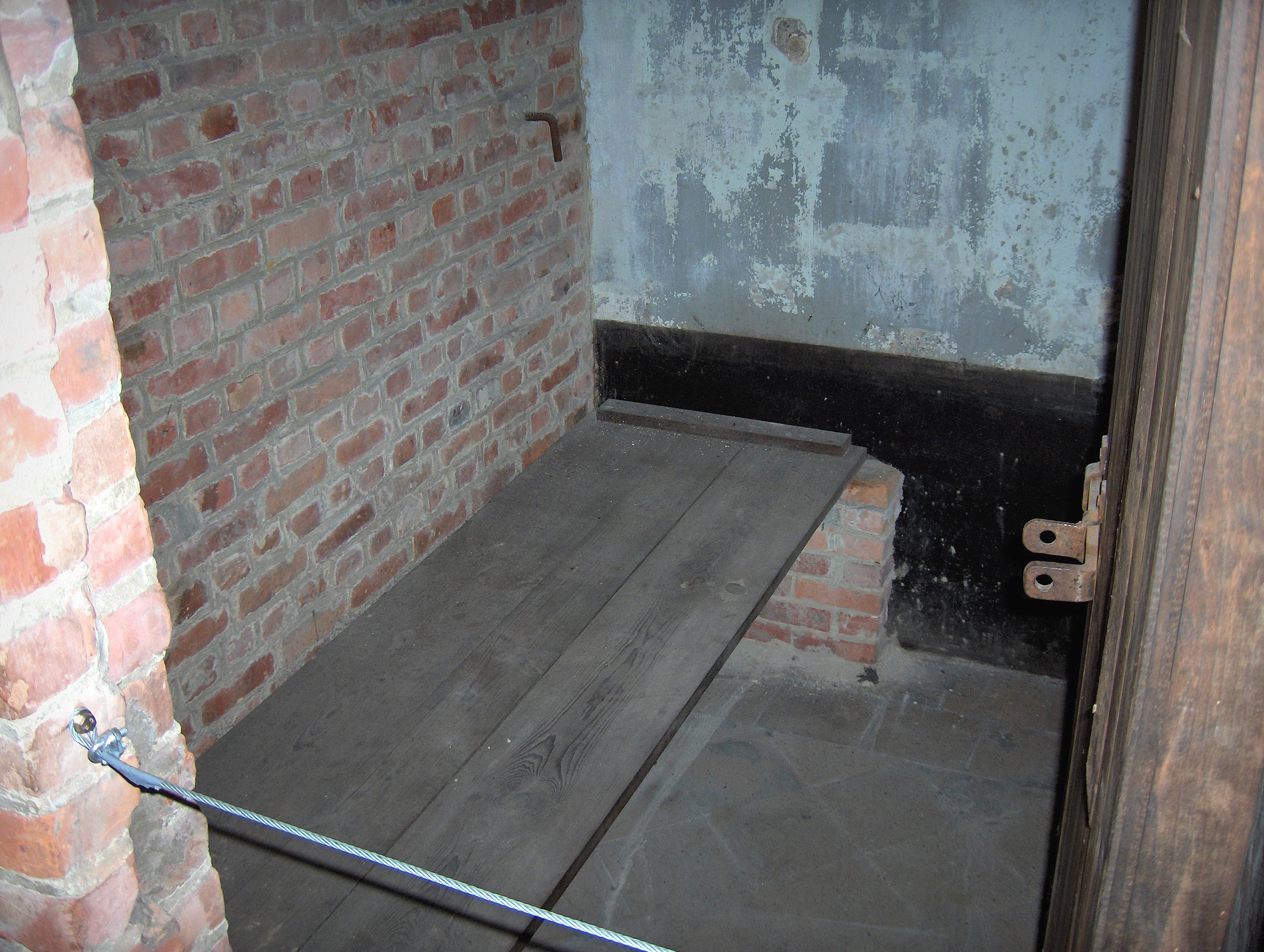
Intérieur d'une cellule.
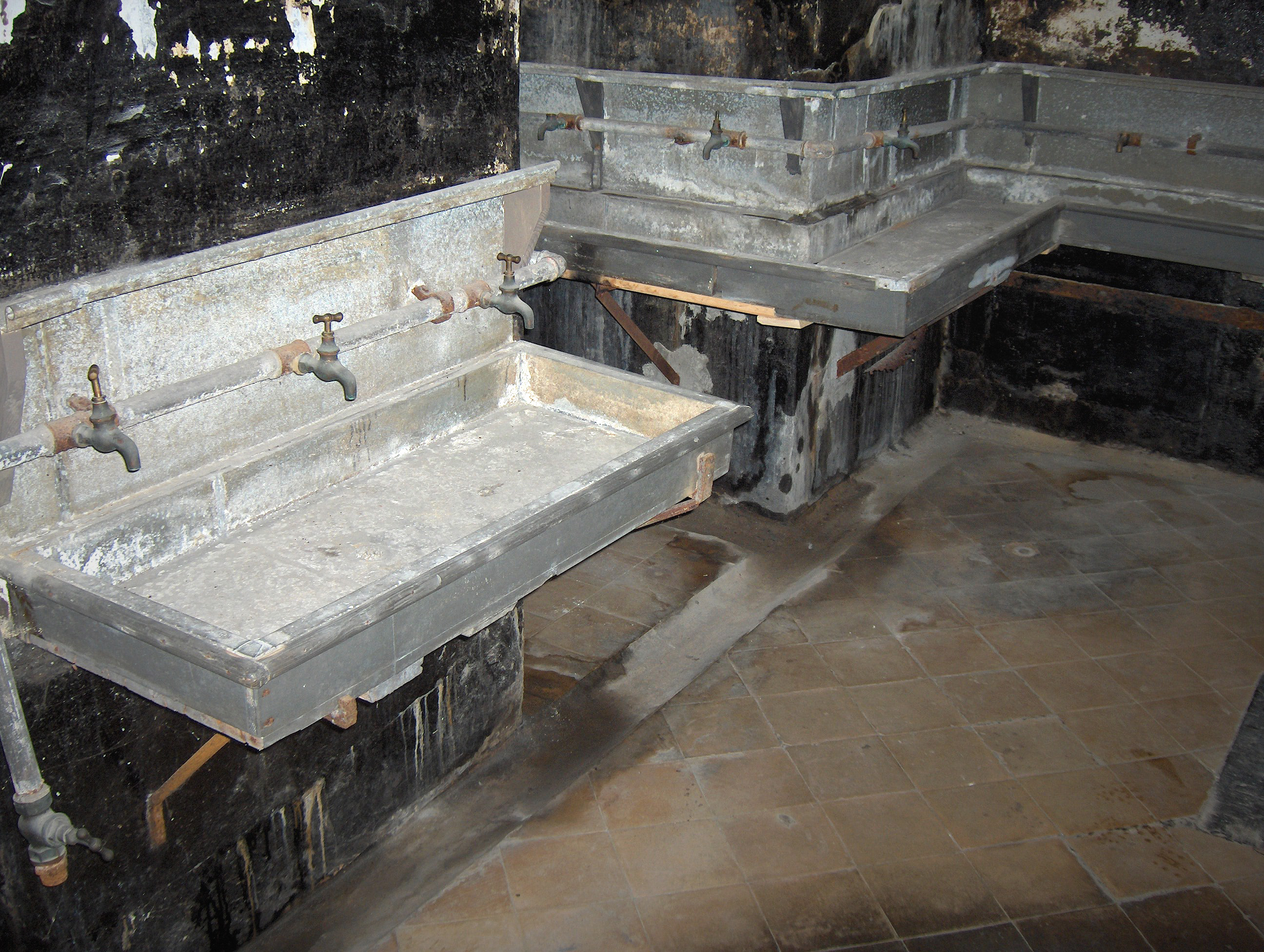
Installation de lavage.
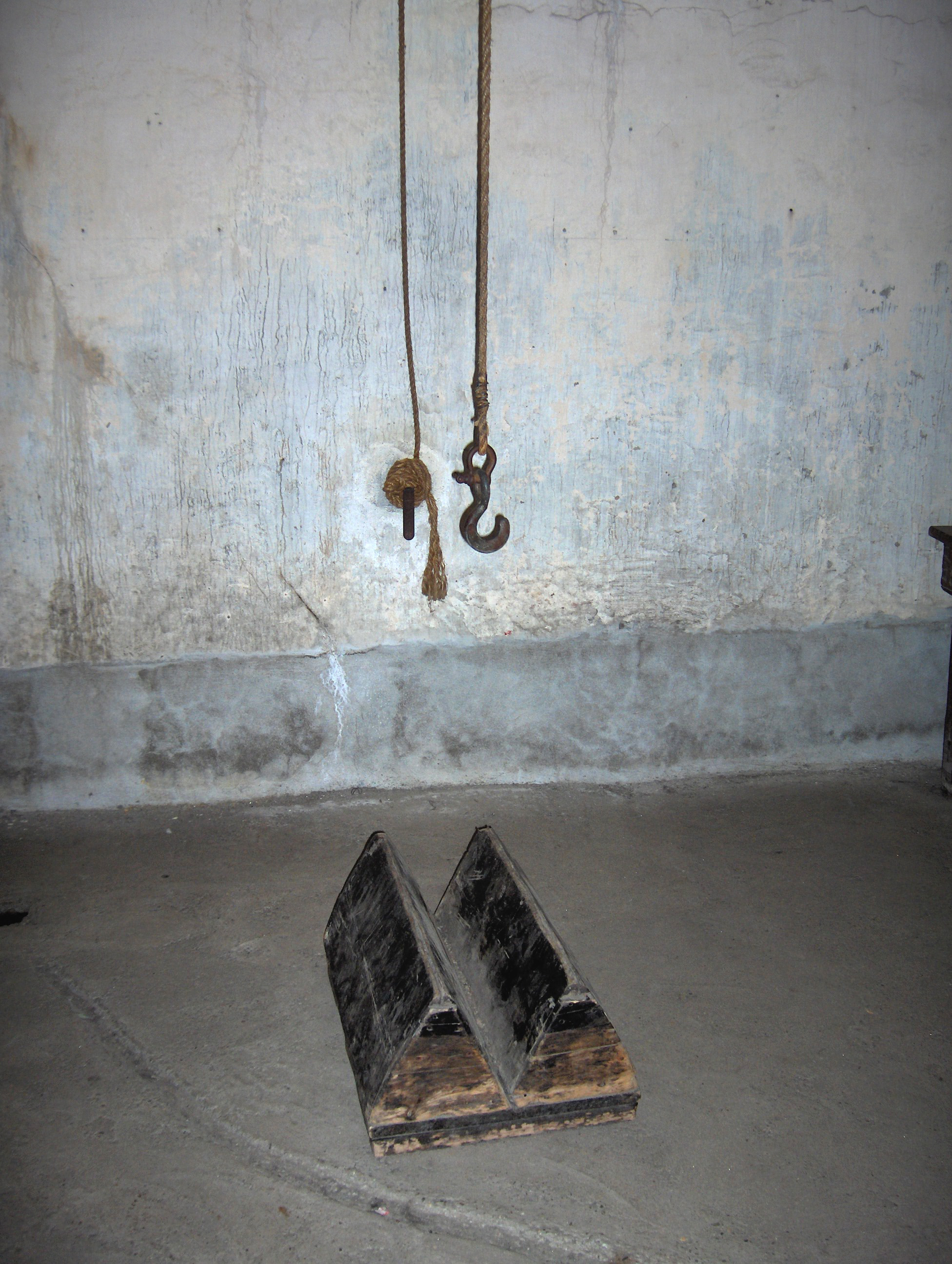
La salle de torture (le bunker).
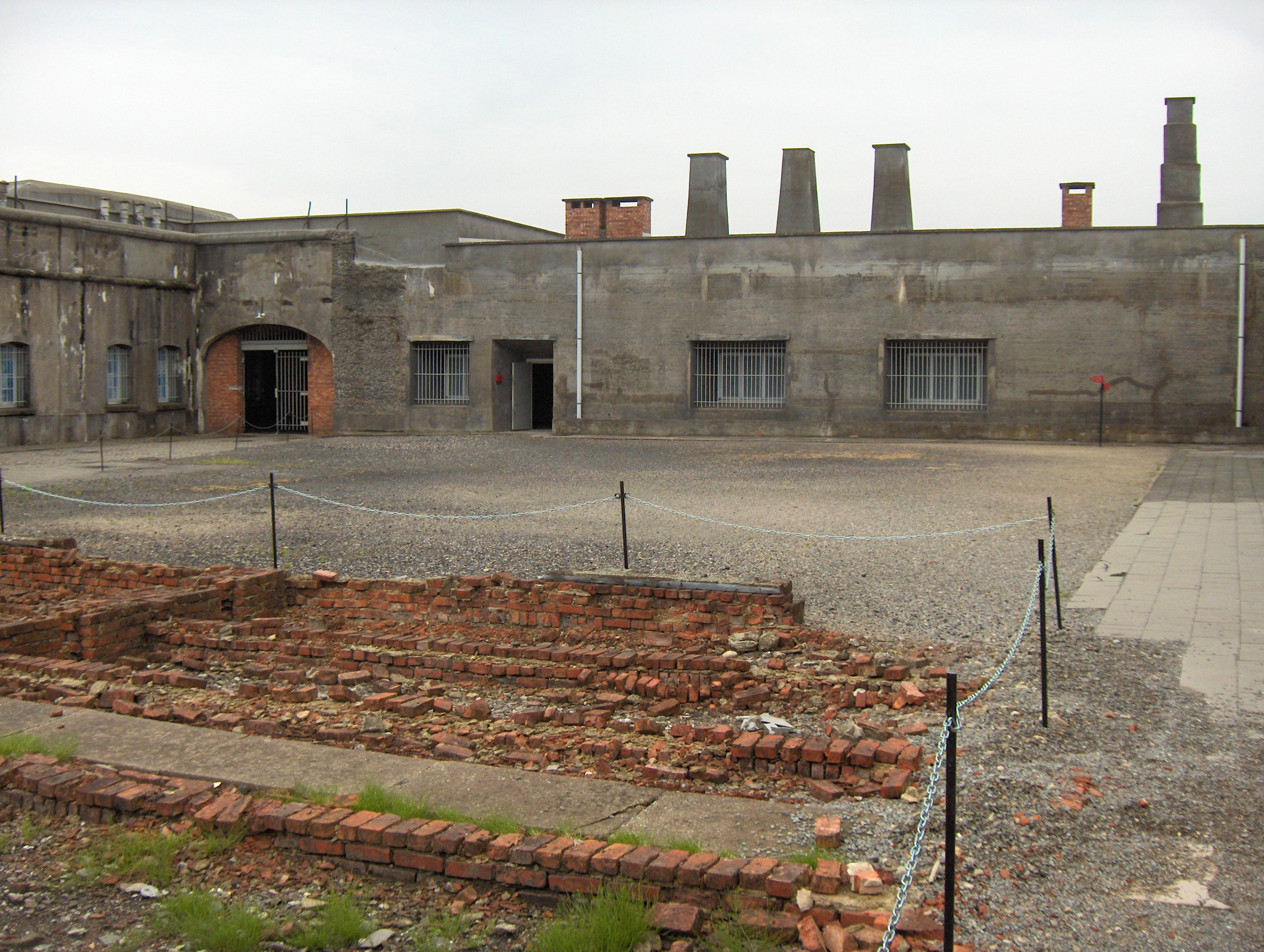
La cour intérieure du fort.

### ... à l'ère de la Mémoire
Plusieurs victimes de la barbarie nazie s'inscrivent dans la mémoire collective à travers divers hommages et dénominations. Ainsi, Arnaud Fraiteur (symbole de la résistance au sein du réseau « Groupe G », arrêté en 1943, soumis aux sévices du camp et exécuté), donne à titre posthume son nom au centre éponyme, à une rue d'Ixelles et à un arrêt de bus de la STIB-MIVB.
Ses deux compagnons d'armes bénéficient d'hommages similaires : Maurice Raskin possède un Stolperstein (en français : Pavé du souvenir), tandis qu'André Bertulot voit une rue porter son patronyme.
D'autres résistants sont aussi en hommage : Jacques Storck (arrêté avec une trentaine de ses camarades en 1942, fusillé en 1943 au Tir national avec plusieurs de ses compagnons d'infortune), ainsi qu'André Wynen (jeune appelé des CRAB-Centres de recrutement de l'Armée belge, médecin et cofondateur du « Service D », arrêté et incarcéré au Fort de Breendonk puis déporté à Buchenwald, dont il revient marqué à vie) qui confère à Woluwe-Saint-Lambert son patronyme à travers une artère communale.
William van der Smissen, dit Wilchar (artiste militant communiste, interné pour ses activités dans la presse clandestine), lègue un témoignage artistique avec ses croquis qui dépeignent avec sobriété l'univers du Fort de Breendonk. Ses œuvres sont exposées au Musée de la Résistance de Belgique à Bruxelles et constituent un document historique sur les conditions de détention du fort et des camps.
Ces figures, ces visages emblématiques, représentent les plus de 300 personnes exécutées au Auffanglager Breendonk sous l’autorité du Sturmbannführer Philipp Schmitt et du Untersturmführer Karl Schönwetter.
Au-delà des hommages individuels, le Fort de Breendonk lui-même se métamorphose en stèle commémorative de la souffrance et de la résilience.
Le Mémorial national du Fort de Breendonk transforme, pour le transfert mémoriel, les cachots et les lieux d'exécution en espaces pédagogiques. Le « Mur des Noms », qui recense plus de 3 500 victimes, et la « Salle des Martyrs », où s'affichent les portraits des suppliciés, témoignent de l'ampleur du fort dans le paysage belge.
Le parcours muséal propose ainsi une immersion dans ce que fut le quotidien des détenus, préservant ainsi la mémoire d’une page sombre de l'Occupation nazie en Belgique.

## Galerie photos

### Visite du mémorial en images

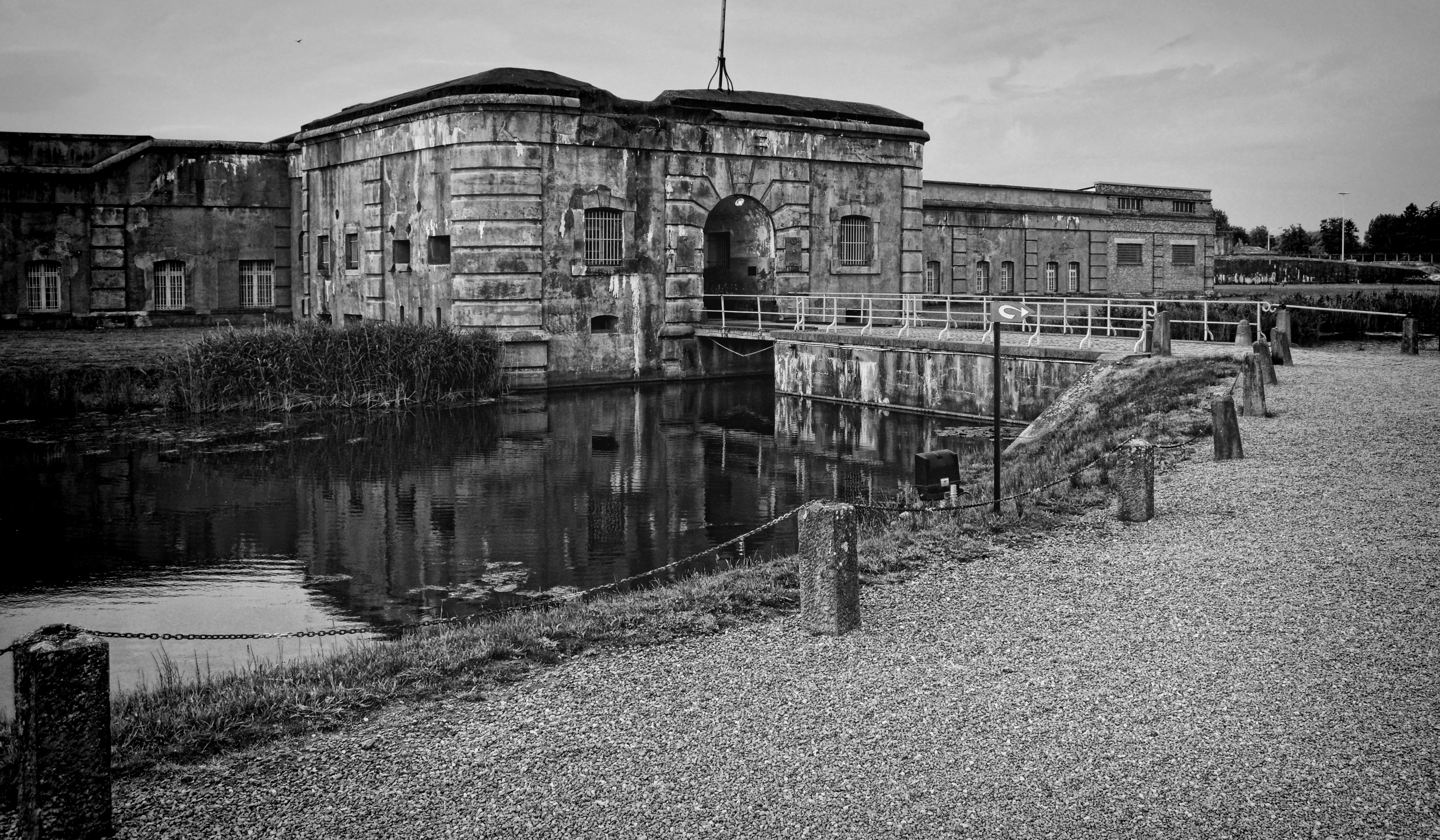
Entrée du fort
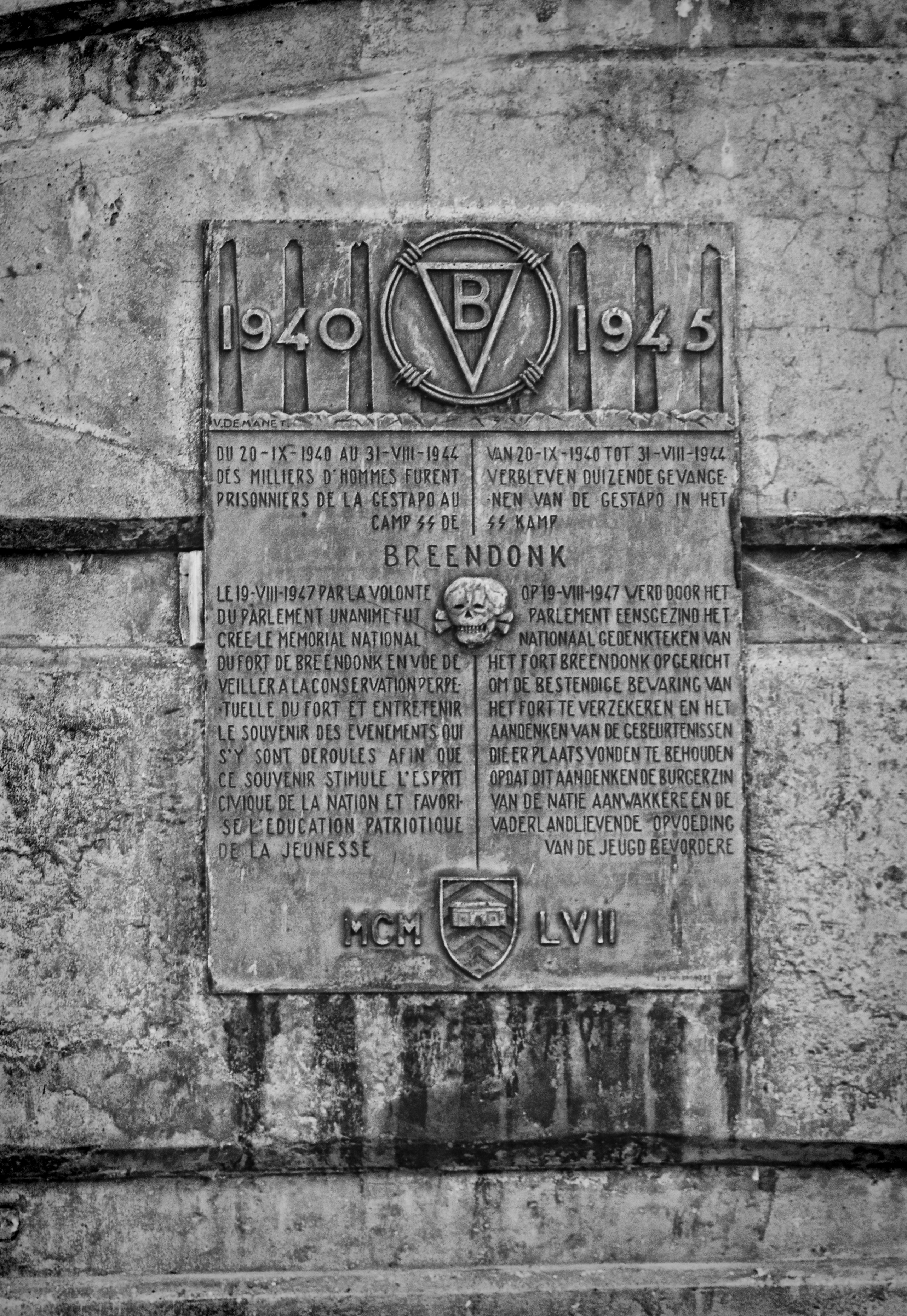
Plaque commémorative
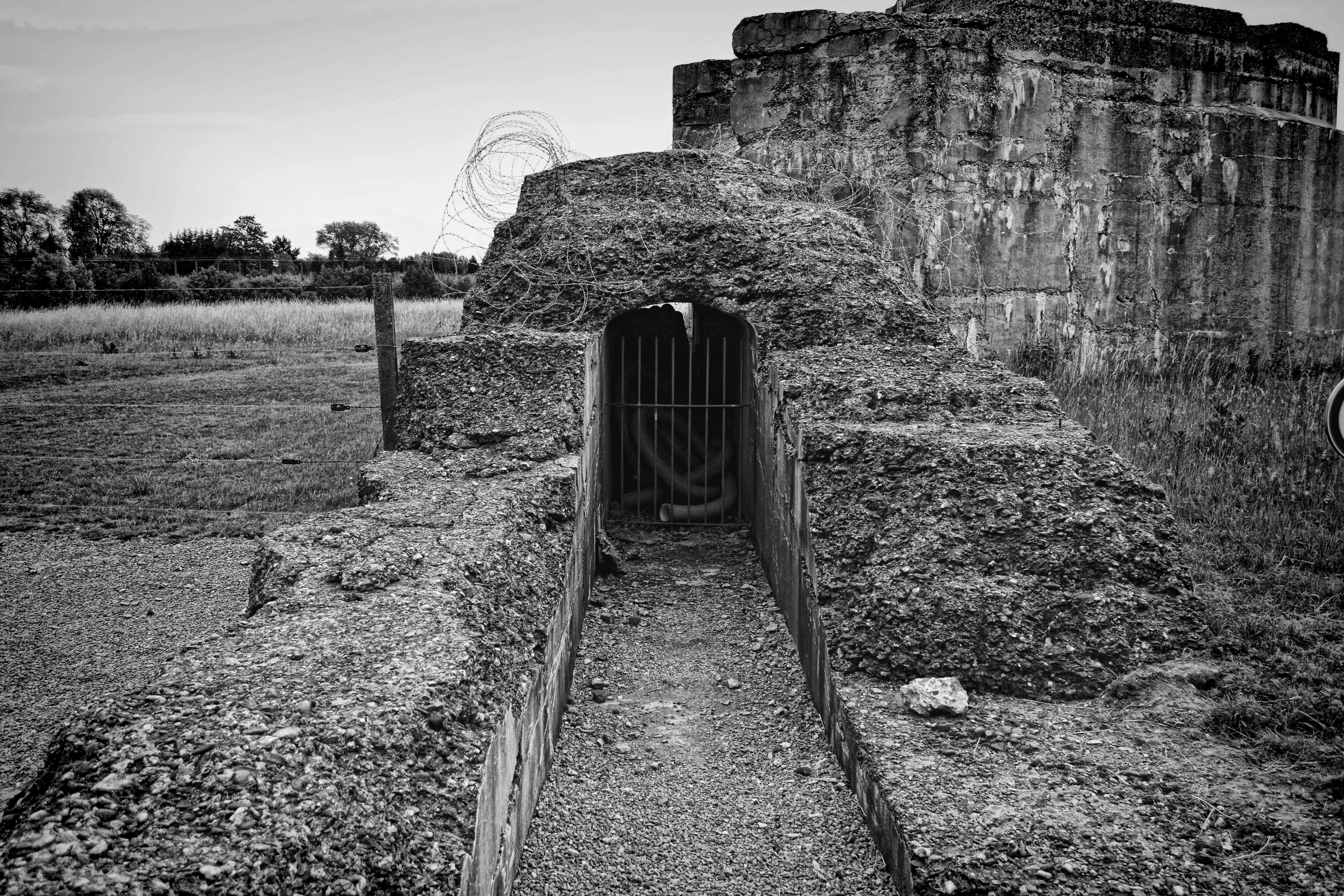
Section détruite (couloir) de Breendonk
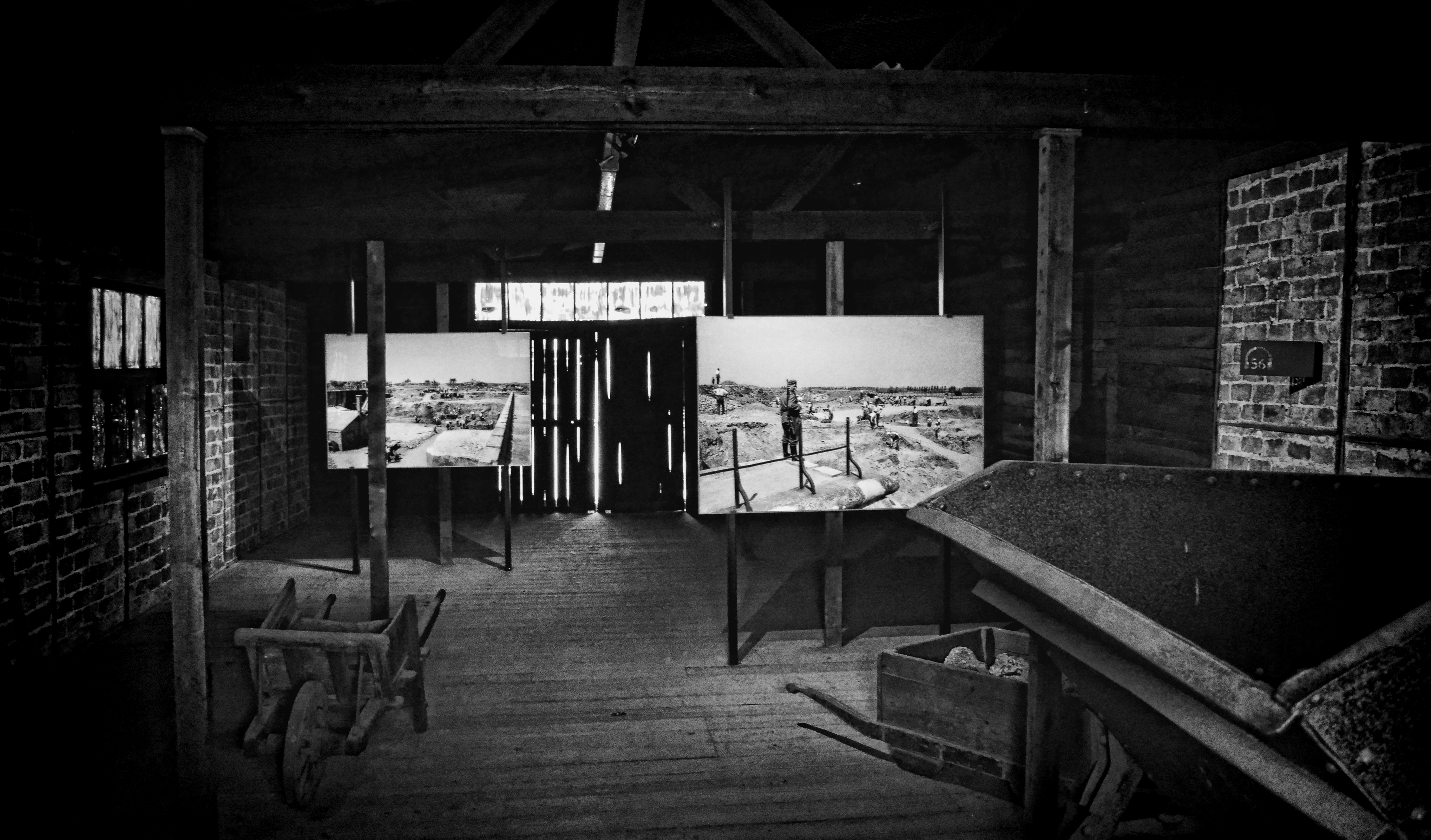
Vue du musée (salle)
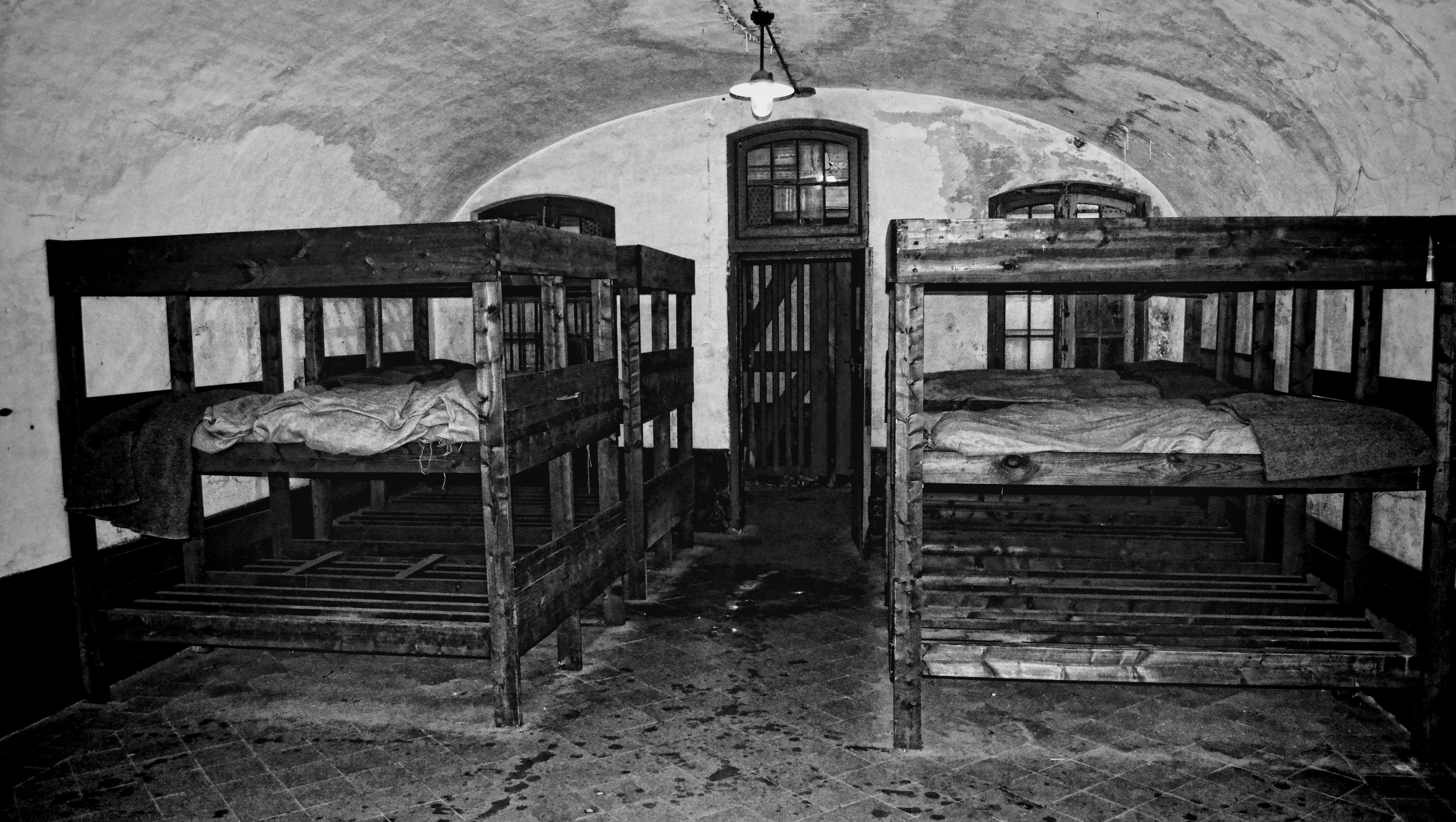
Lits superposés dans une casemate
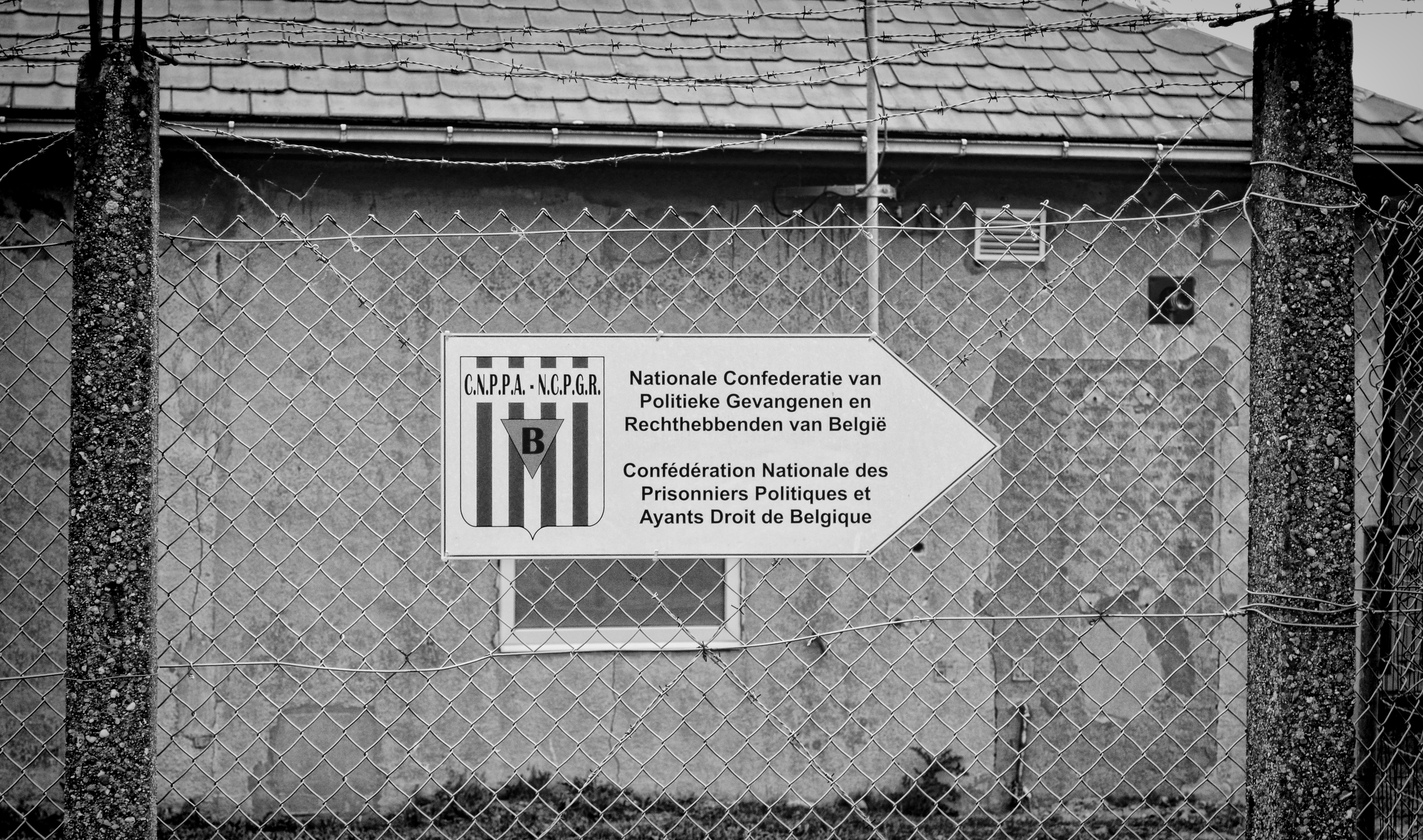
Plaque commémoratives d'association
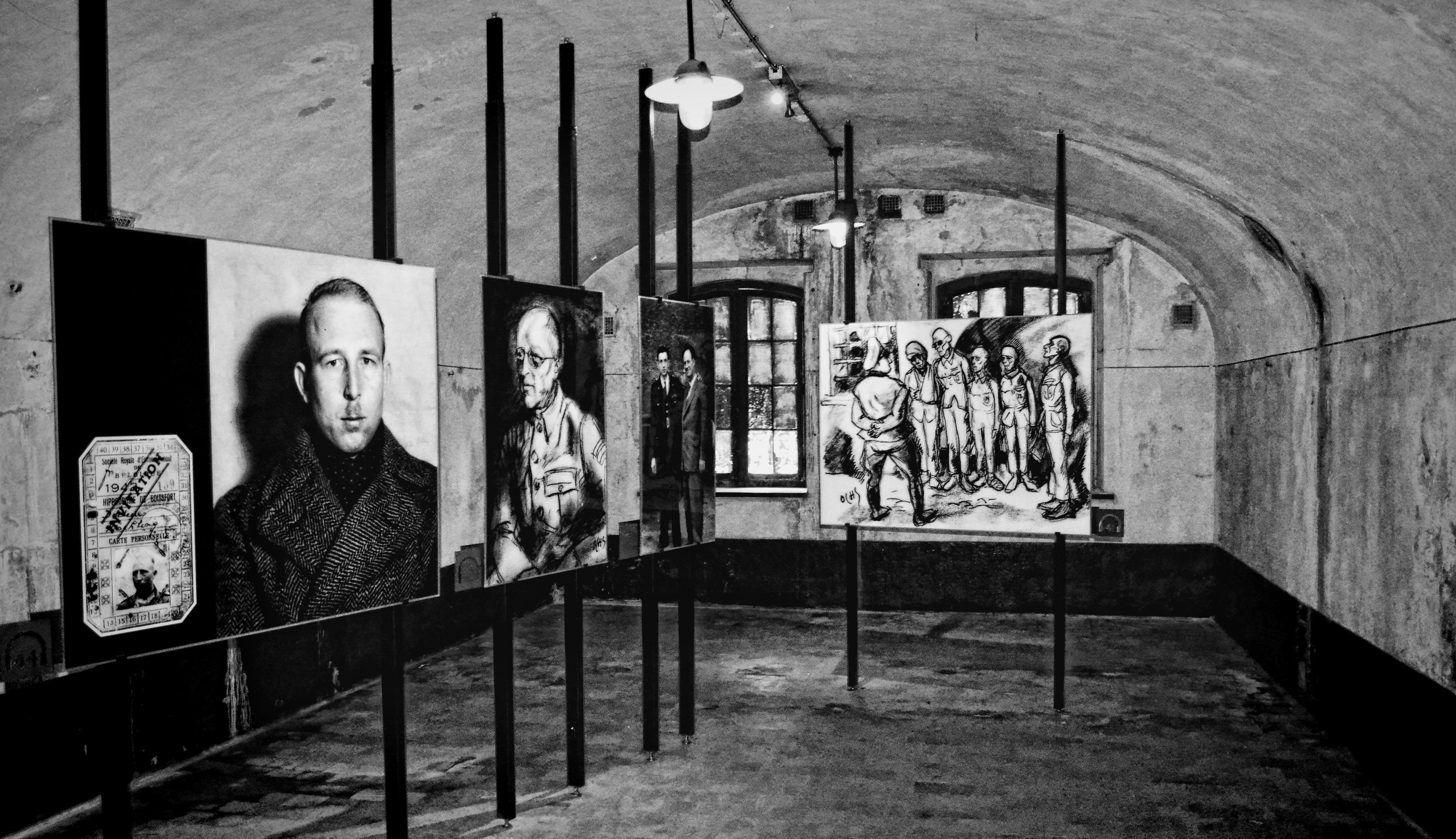
Exposition dans une casemate avec dessins de Jacques Ochs
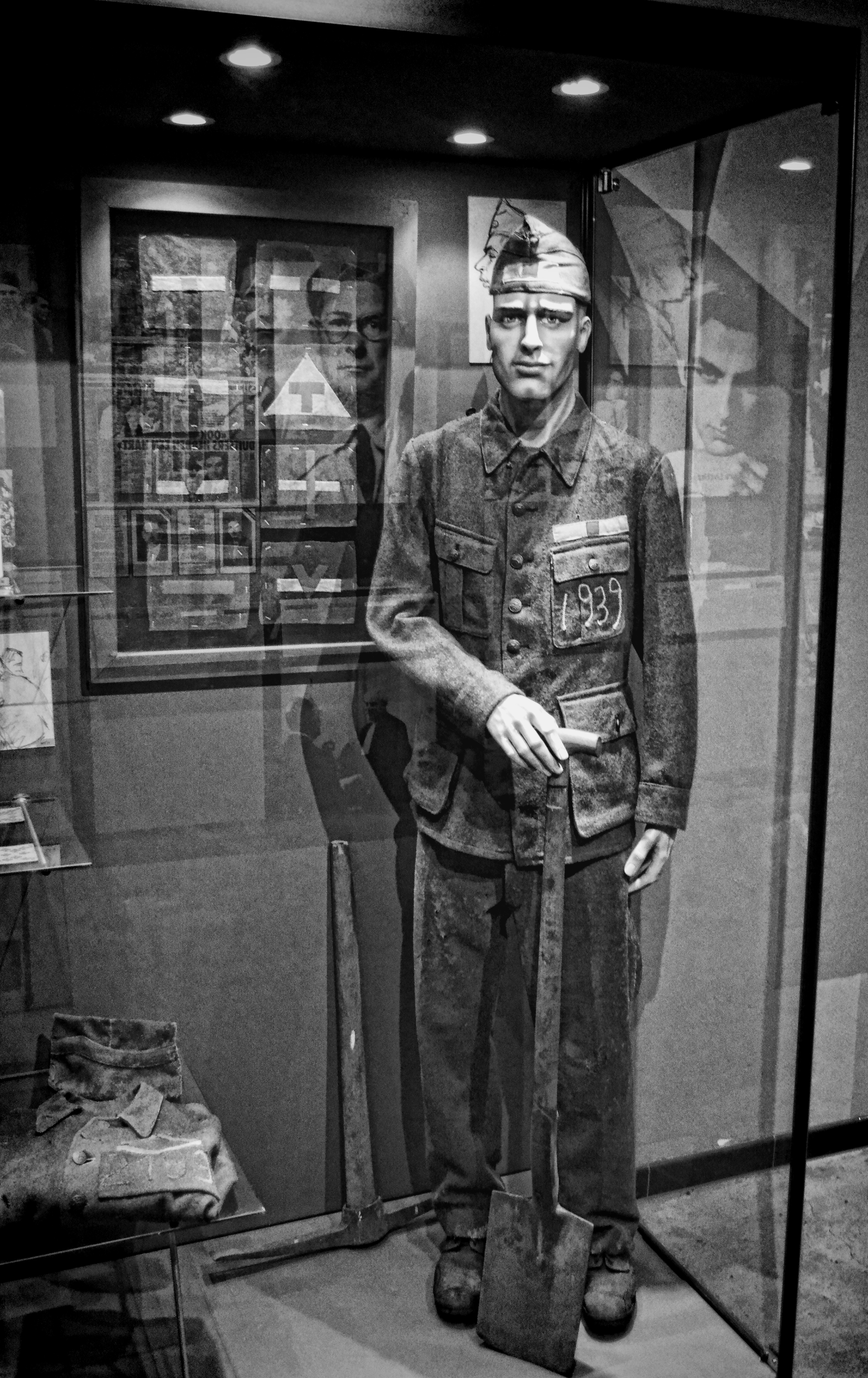
Prisonnier en uniforme (ancien uniforme ABL
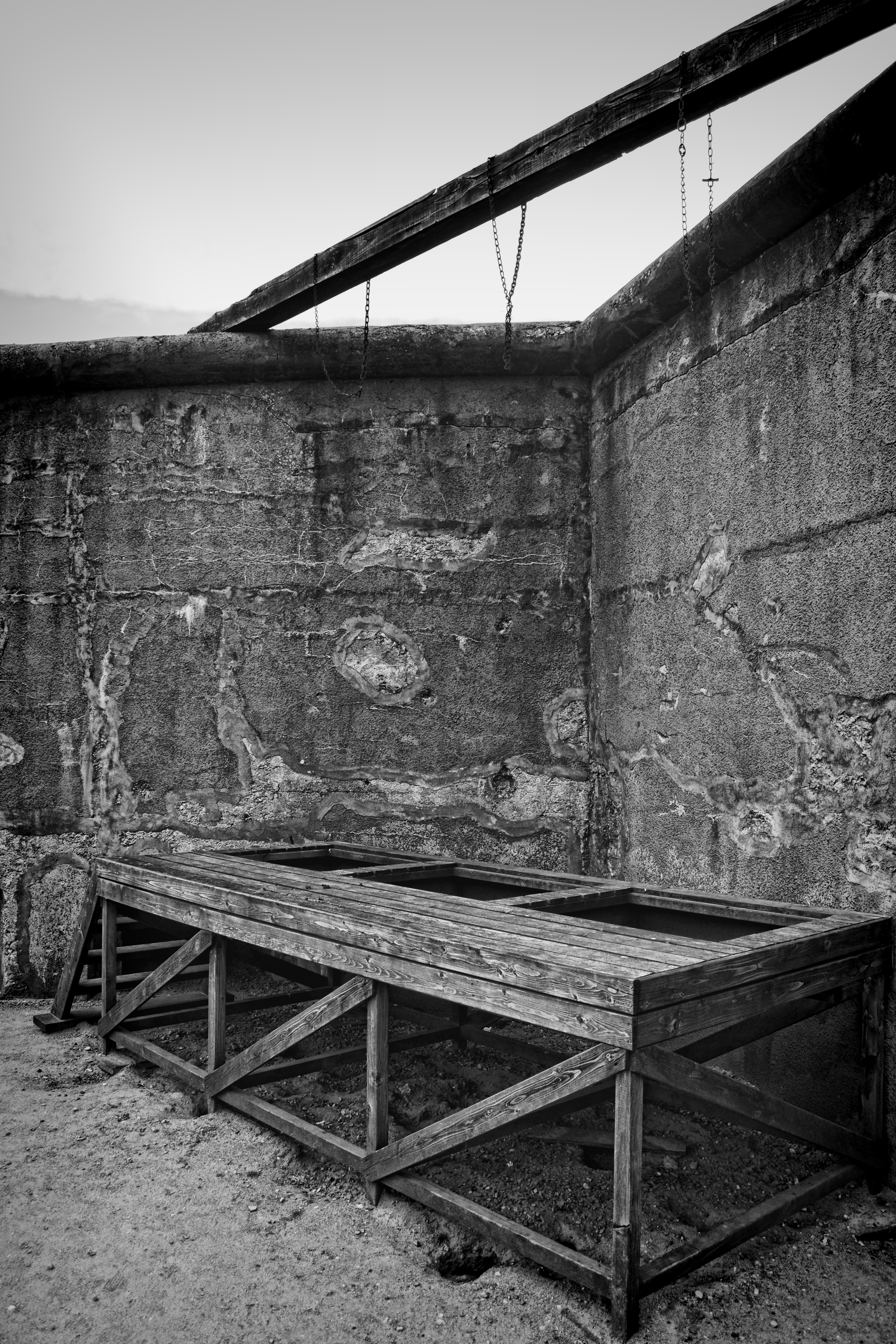
La potence du camp (reconstruction)
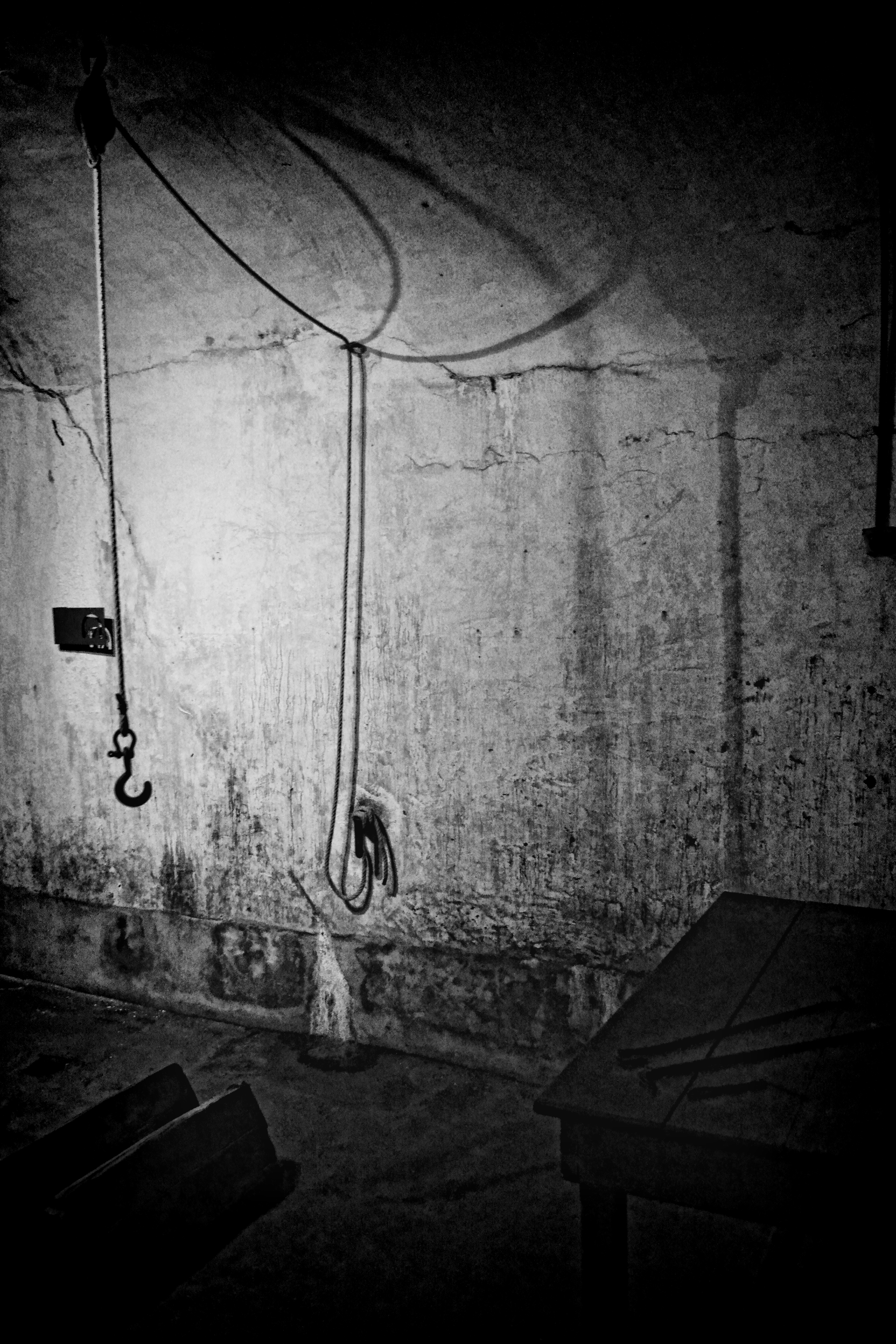
Le bunker (chambre de torture)
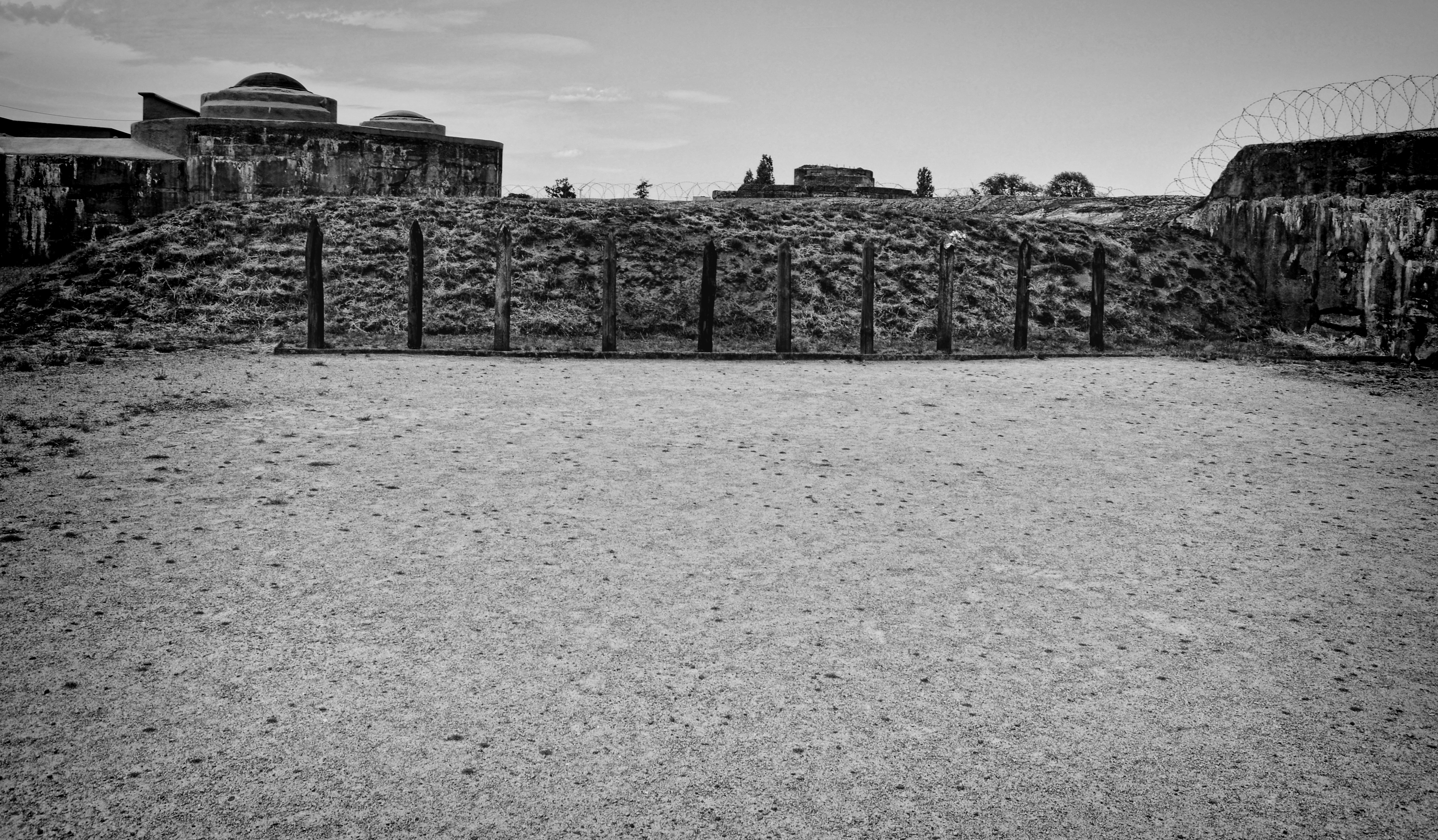
La place des exécutions
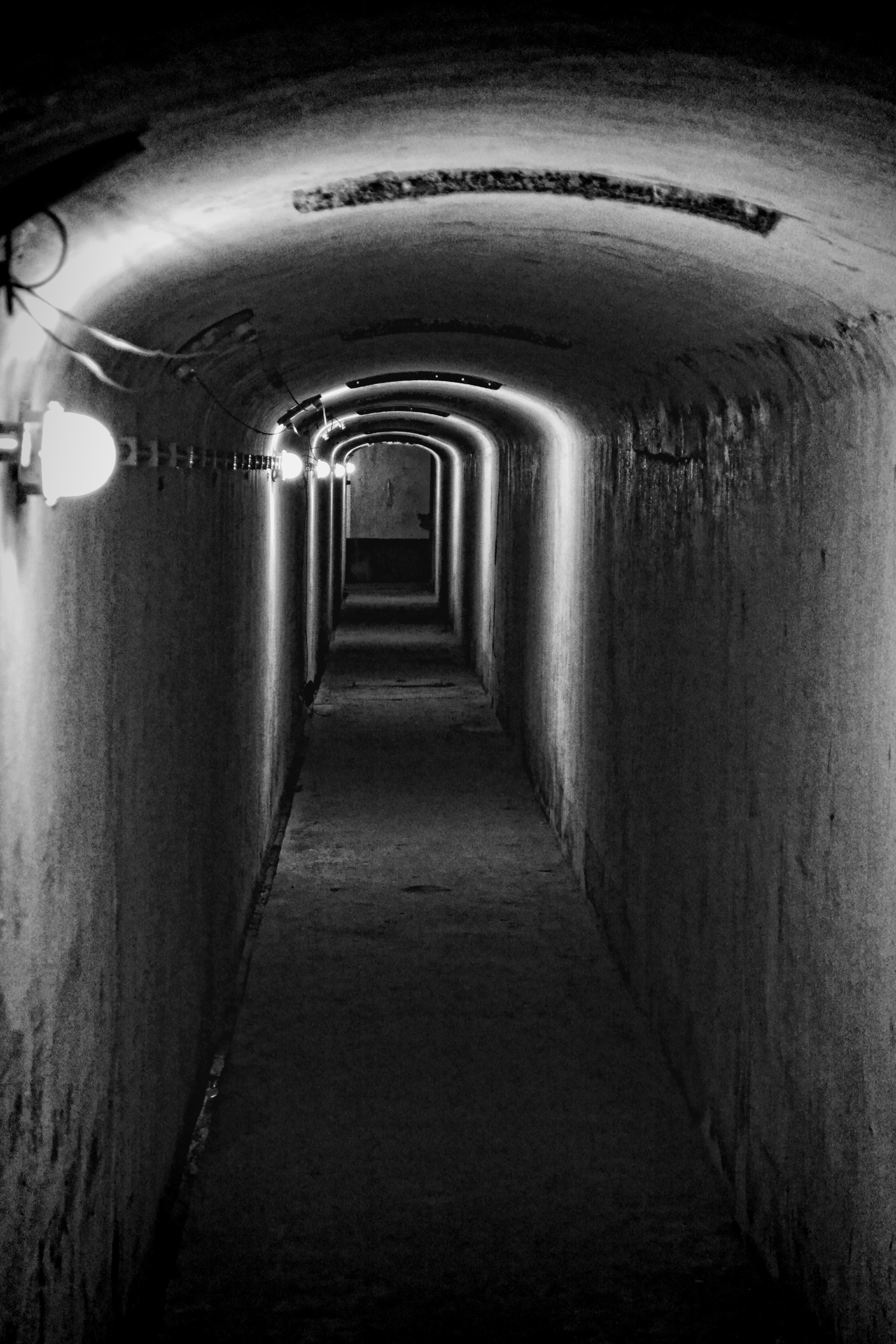
Un des nombreux couloirs du fort
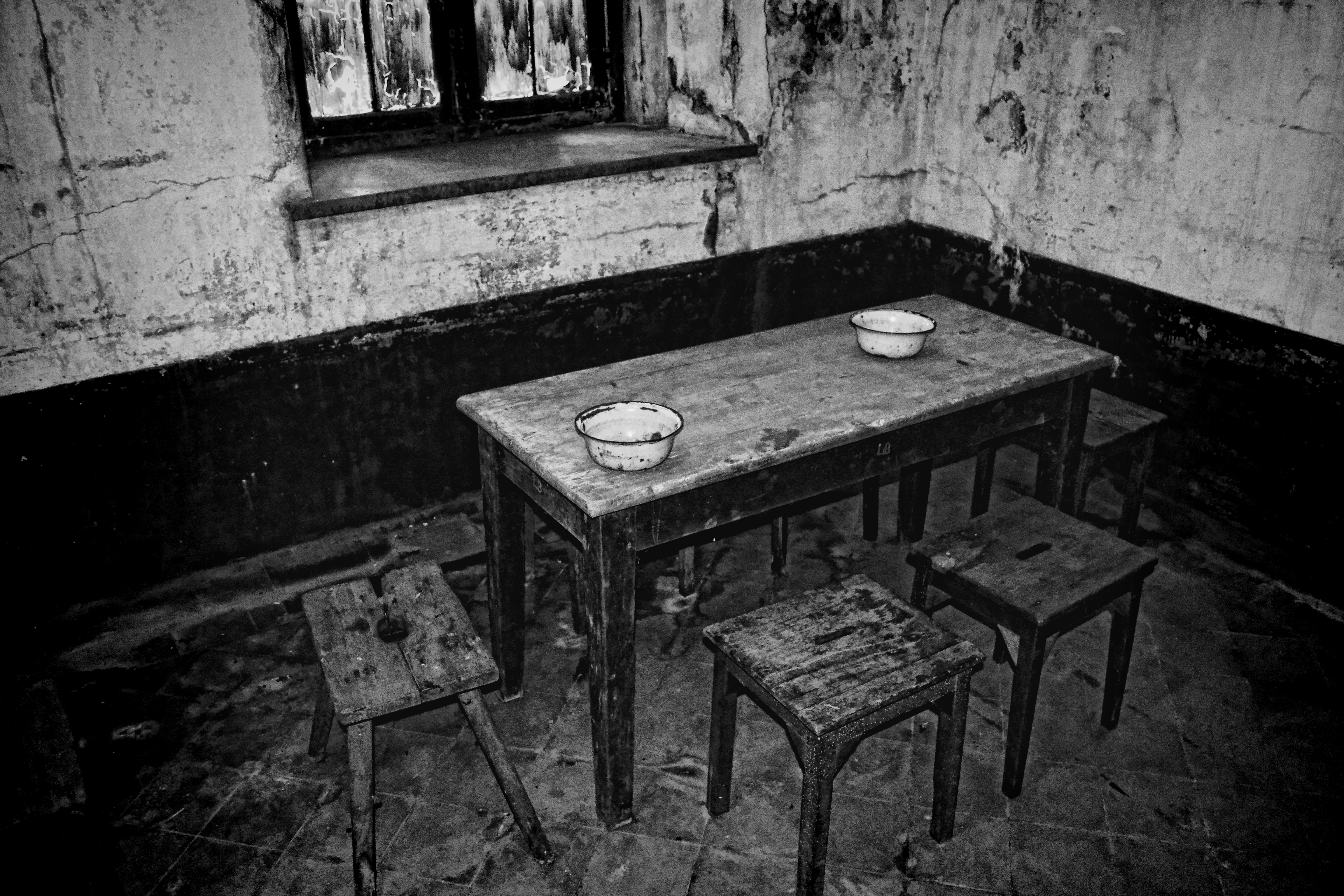
Un emplacement pour le repas (reconstruction)
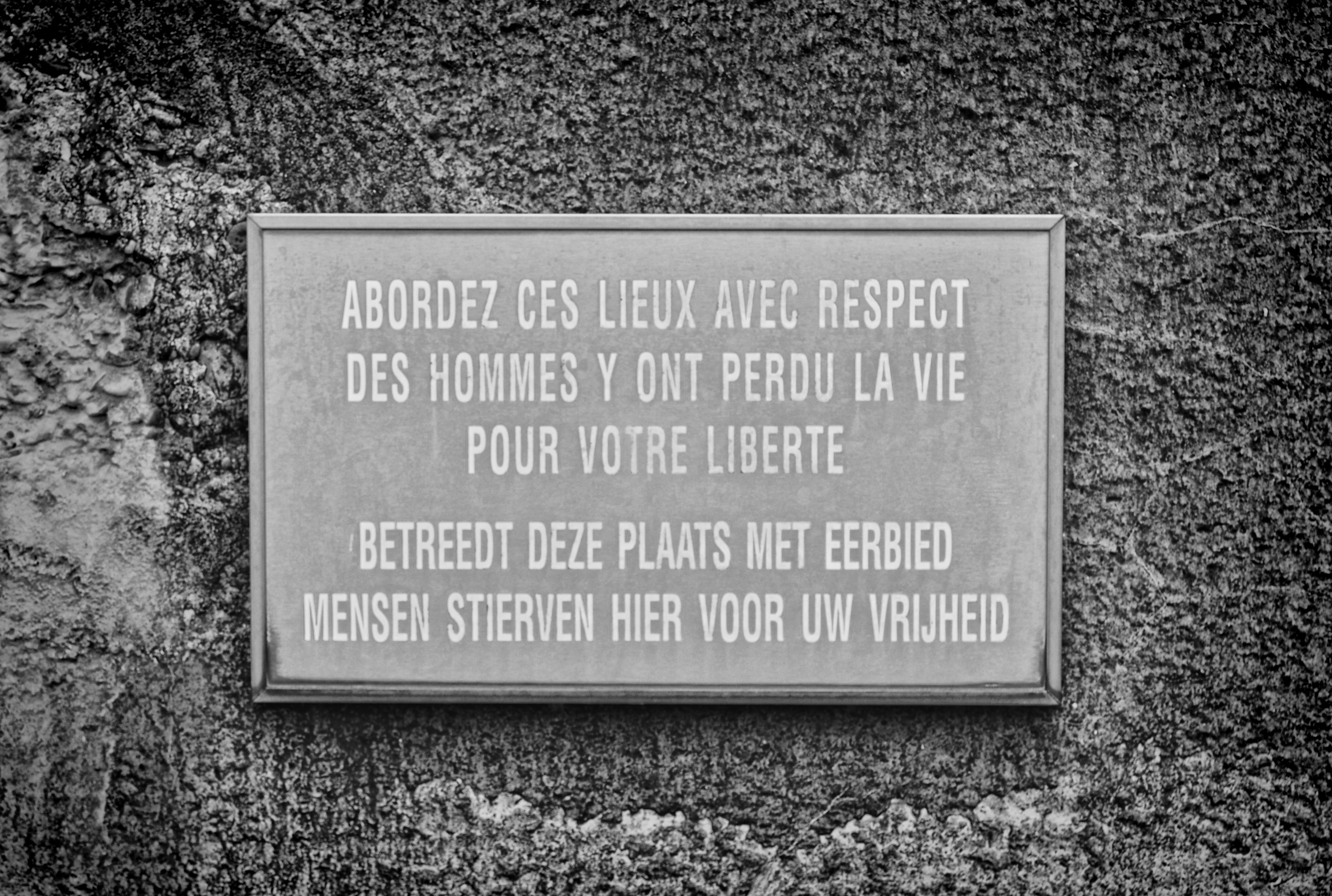
Plaque informative de la commémoration
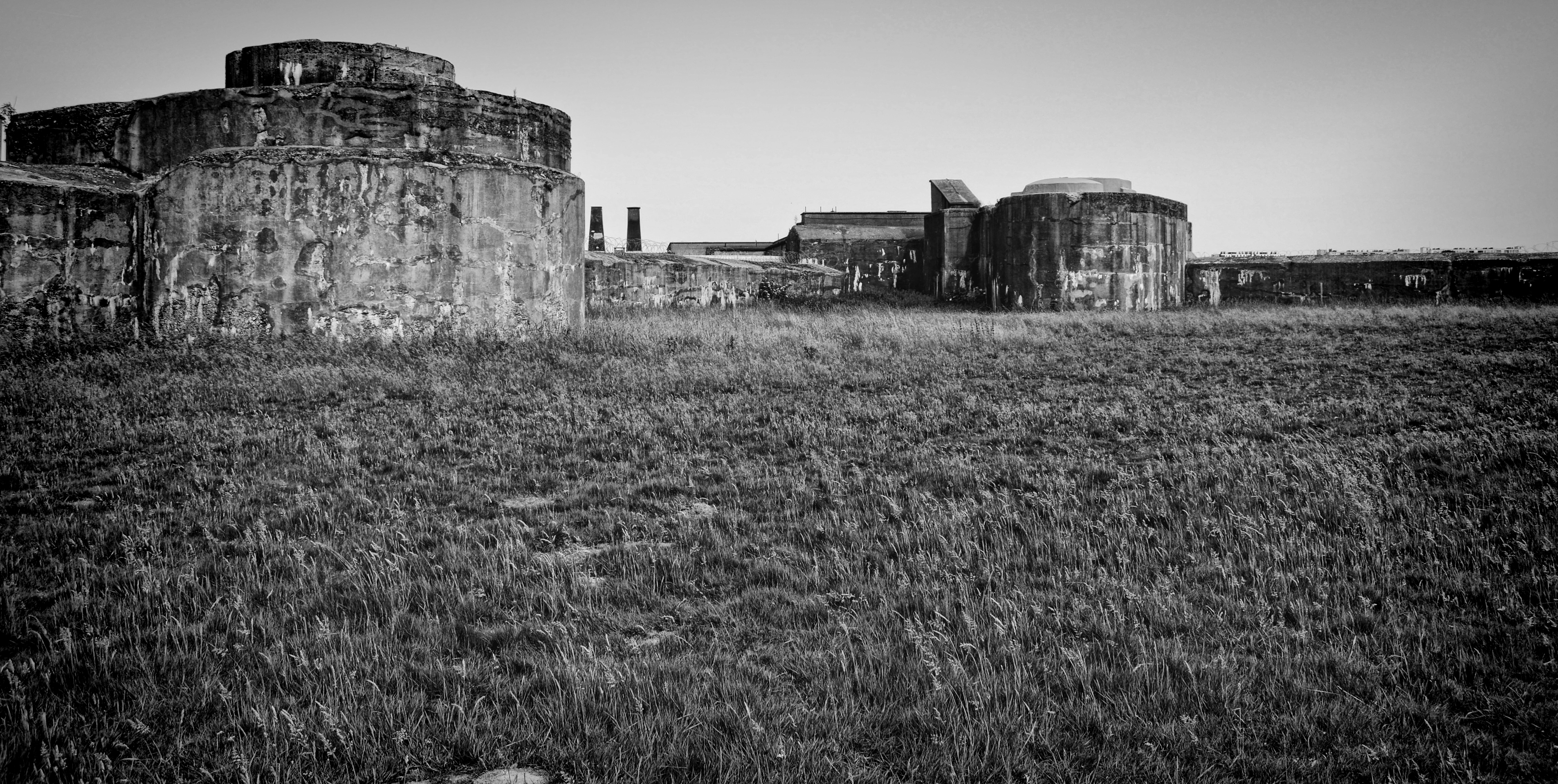
Vue extérieure du camp
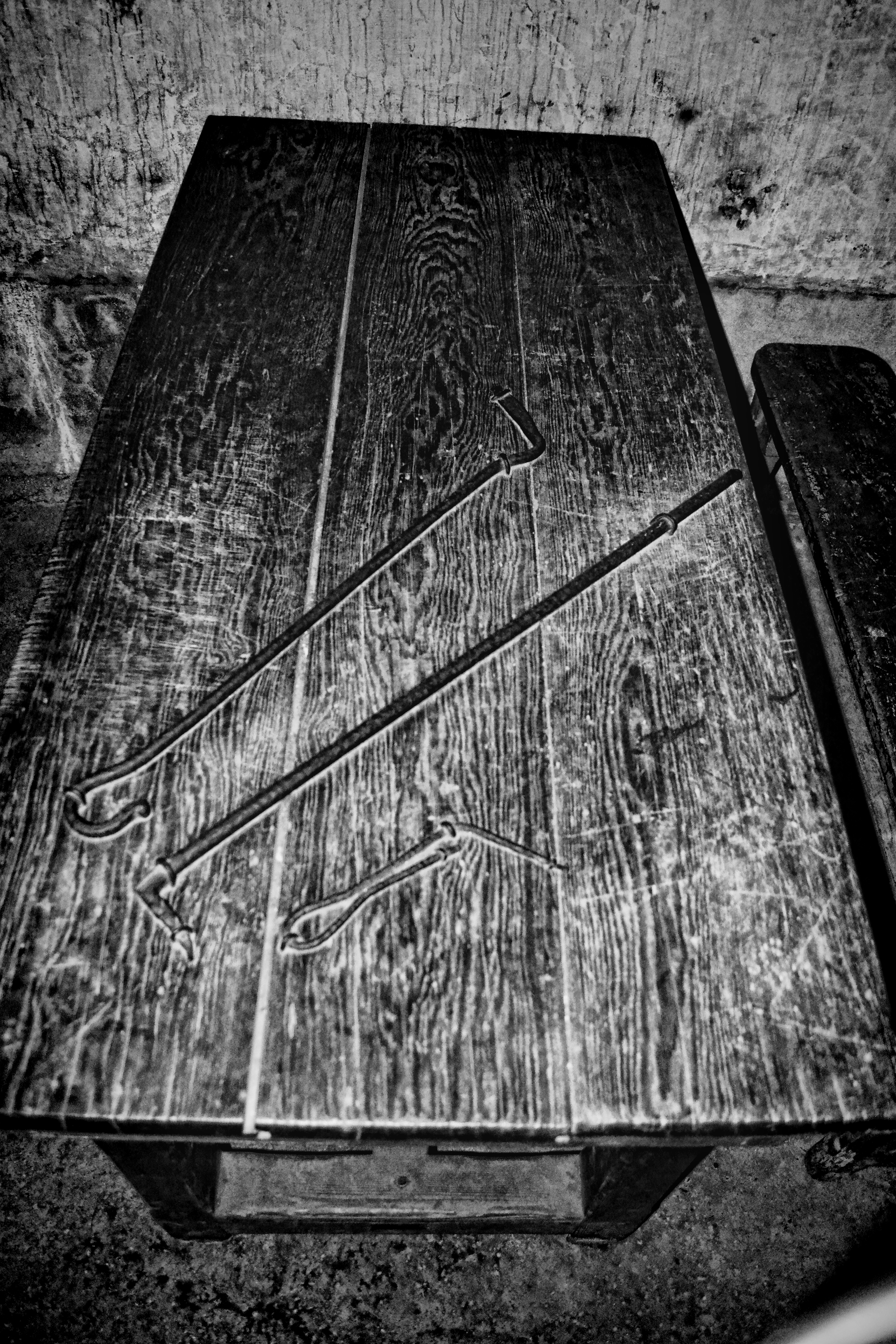
La planche et les outils de torture
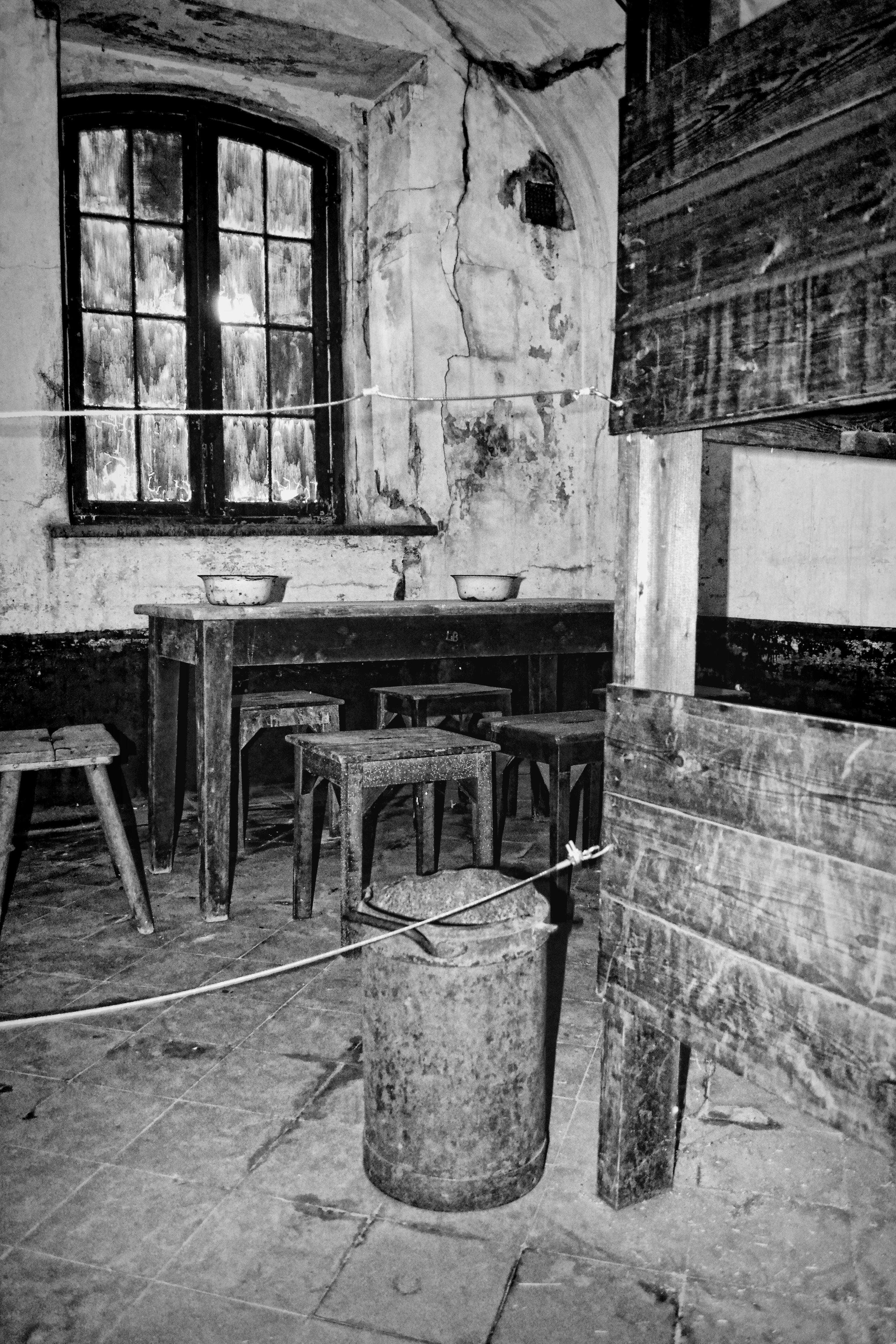
Salle à manger et seau hygiénique dans la casemate
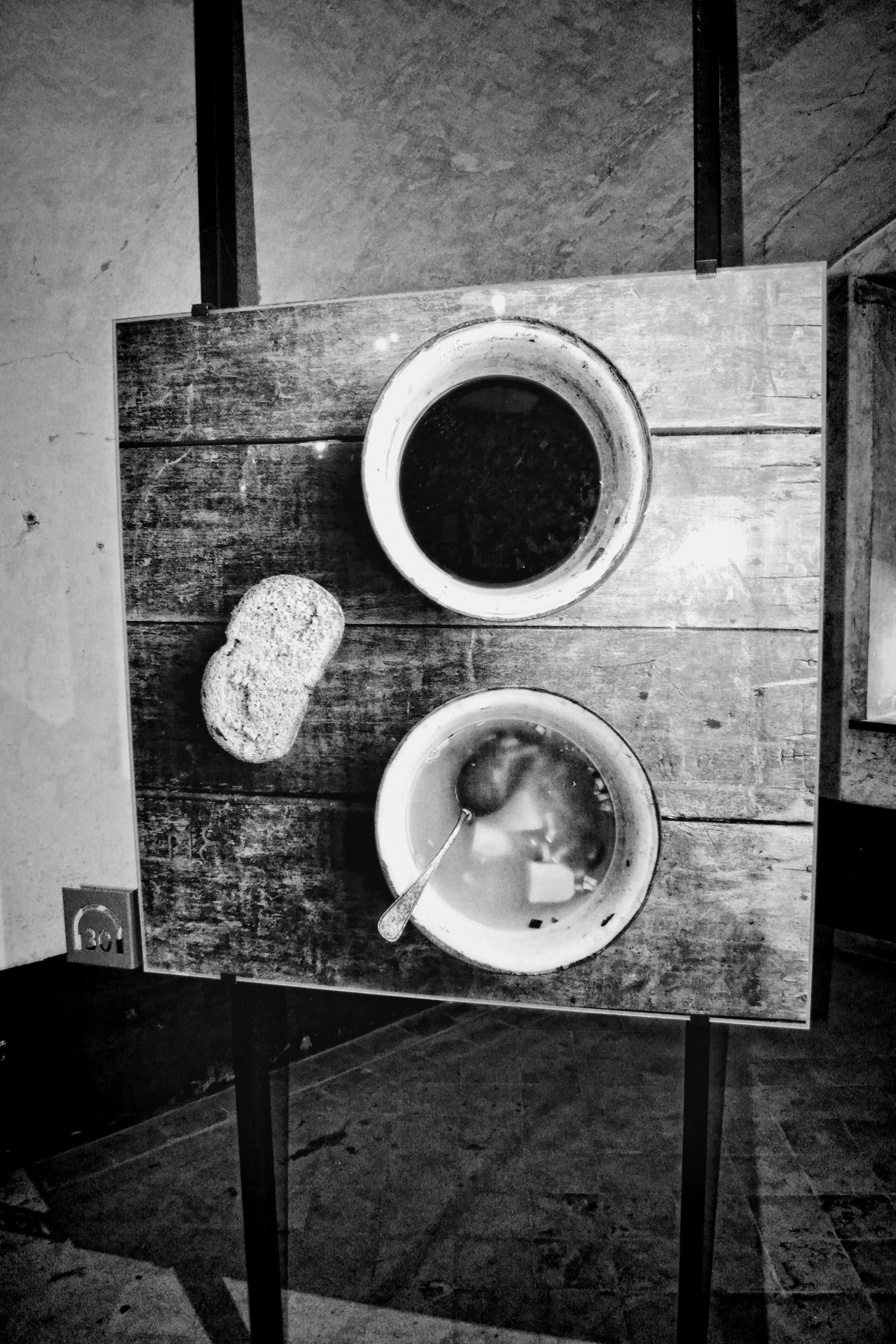
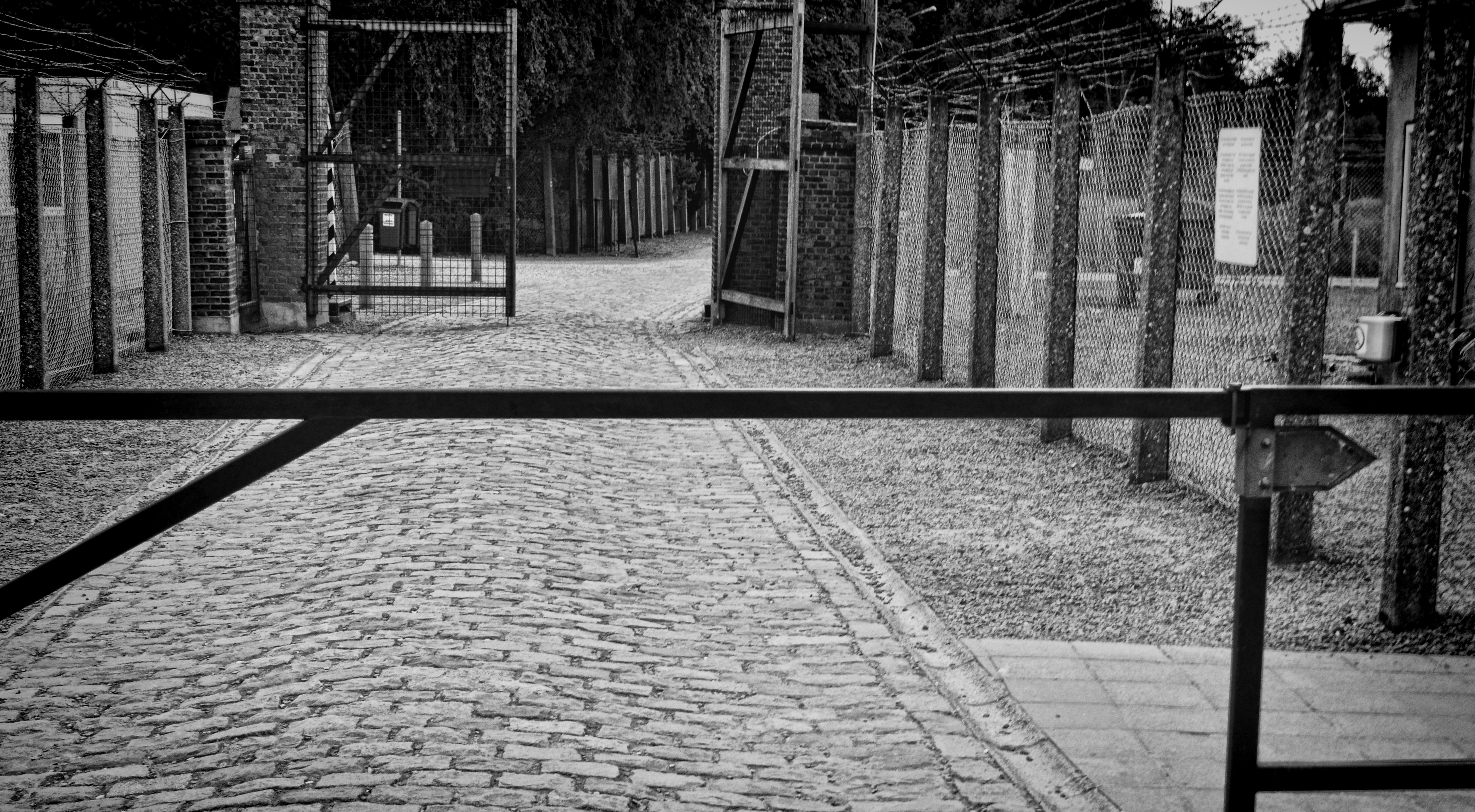
L'entrée (reconstruite) du fort
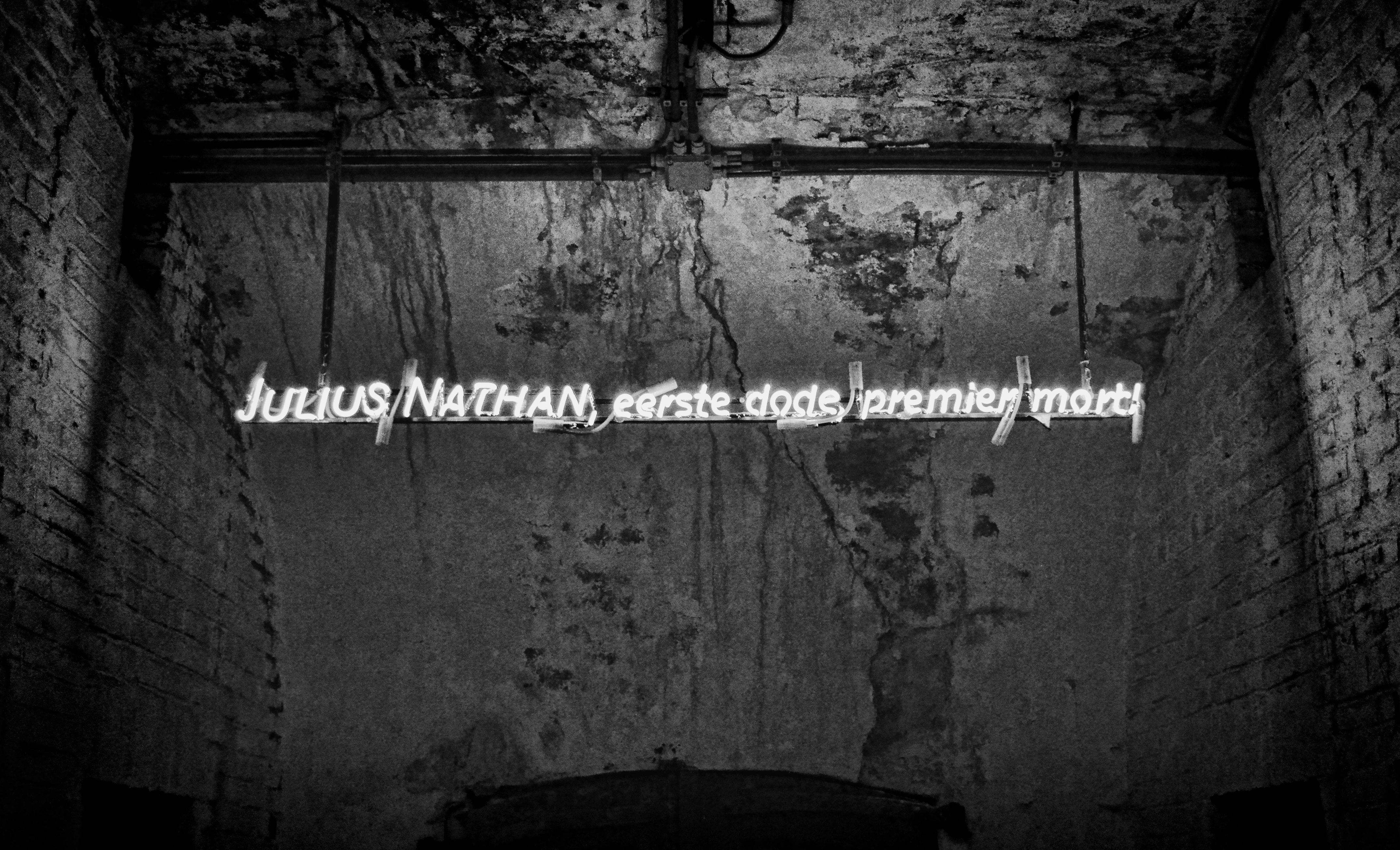
Hommage au premier mort de Breendonk